# 艦隊これくしょん -艦これ-
『艦隊これくしょん -艦これ-』（かんたいこれくしょん かんこれ）は、角川ゲームス（2016年まで）、『「艦これ」運営鎮守府』こと株式会社C2プレパラートが開発し、DMM系列のEXNOAが提供する『DMM GAMES』プラットフォーム上で、ブラウザゲームとして配信している日本の育成シミュレーションゲームおよび、そのメディアミックス作品群。
2021年現在、ブラウザ版における登録や課金などのEXNOAが提供する『DMM GAMES』プラットフォーム系以外を「「艦これ」運営鎮守府」（運営、株式会社C2プレパラート）と角川アーキテクチャが共同で担当している。キャッチフレーズは、「いいこと？暁の水平線上に勝利を刻みなさいッ！」である。
2013年4月23日にブラウザ版のサービスを開始し、当初より動作環境としてAdobe Flashが用いられていたが、2020年をもってAdobe Flashの開発およびサポートが終了するため、2018年8月15日にFlash版としての「艦隊これくしょん（1期）」が終了。約2日間のメンテナンス・アップデートによりHTML5版へ移行し、同年8月17日に「艦隊これくしょん（2期）」としてサービスを開始した。2016年6月10日からは、ブラウザ版とデータが同期するAndroid版を提供している。iOSではアプリでの配信を行わず、HTML5化を以って対応した。
公式略称は「艦これ」。表記揺れとして「艦隊これくしょん〜艦これ〜」などがある。中華圏の艦船擬人化ジャンルにおいて主に使用される非公式略称は艦C（簡体字：舰C）。『艦これ』に関連する商標、「艦隊これくしょん」「艦これ」「艦娘」等の知的財産権は、初期はDMM系列の株式会社DMM.comラボが所有していたが、2020年にDMMがオンラインゲーム事業を分社すると、事業を継承した合同会社EXNOAへ移転している。商標所有者が移転後も、関連商品のクレジットはDMM記載のままとなっている。

しかし、2022年放送のアニメ放送第2期『「艦これ」いつかあの海で』では、表題の「いつかあの海で」の部分はC2プレパラートが商標を登録・所有した。「艦これ」の部分はEXNOAが商標を引き続き所有しており、一つの表題を2社がバラバラで管理する体制となり複雑になっている。アニメ制作委員会へのEXNOAの参加は非公開とされ、コピーライトにはEXNOAまたはDMMの記載が存在しない。

## ゲーム内容
プレイヤー（ゲーム中では「提督」という位置付け）は太平洋戦争期の大日本帝国海軍に実在した鎮守府や泊地などの名前に由来する「鎮守府/泊地」と命名されたゲームサーバーに接続し、航空母艦・戦艦・巡洋艦・駆逐艦・潜水艦などの艦艇（軍艦）が女性に擬人化された「艦娘（かんむす）」と呼ばれるキャラクターを「母港」と呼ばれるエリアに集め、後述する数種のミッション（戦闘・演習・遠征・任務など）をこなしていく。
各艦娘のグラフィックや台詞、戦闘に用いられるパラメータは、題材となった艦の艤装などの外見的特徴や、史実上の海戦で起こった出来事などに関連したものとなっていて、主砲などの装備も実在の兵装がパラメータ化されている。ゲーム中で出撃する海域（マップ）の名称は、実在の地名や史実の海戦を想起させるような架空の地名・海戦名になっている。
戦闘の際は、最大6隻で1つの艦隊を編成して勝利を目指す 。ゲームシステムは、カードゲームとシミュレーションゲームを合わせたものになっている。
艦娘たちはそれぞれ固有の耐久力が設定されており、小破以上でアイコンから黒煙が吹き出し、中破以上の状態になるとグラフィックが変化（服が破ける、艤装が壊れるなど）する。耐久力が0になると「轟沈」してしまい、最期の言葉を遺して艦隊から消滅（ロスト）してしまう。轟沈を予防する手段はあるものの、轟沈してしまった艦娘を復活させる手段は存在せず、新たに同種の艦を育てるなどの代替手段しかない。また、轟沈してしまった艦娘が装備していた装備も一緒に消滅する。耐久力は自然回復せず、鎮守府に帰還してからドックに入渠させることによって燃料と鋼材を消費して回復させる。艦娘の損傷具合に応じた時間がかかるが、高速修復材というアイテムを使うことによって時間を短縮することができる。
敵艦隊は「深海棲艦（しんかいせいかん）」と呼ばれる、軍艦や輸送艦などで構成される正体不明の怪物の群れである。その多くは生物からかけ離れた形状をしているが、戦艦や航空母艦などの強力な敵は女性形態となっている。期間限定イベントや一部の高難易度ステージに登場する深海棲艦には、一般的な艦種とは別に「鬼」「姫」「要塞」など特殊な名称が与えられ、登場シーンも通常の敵とは異なるものがあり、片言の人語を話す。艦娘と深海棲艦が戦っている理由も含め、『艦これ』の世界観についてはほとんど明かされておらず、「ストーリーモード」も存在しない。
常時「出撃」や「遠征」が可能な海域は、2024年現在7つのエリアと4つ以上のマップで構成されており、プレイヤーは難易度の低いマップから順に艦娘たちを率いて進撃し、マップの各マスに配置された敵艦隊と対決しつつ最奥部マスに到達してボスを撃破し、各エリアの四番目のマップをクリアすることで海域を「開放」していく事が当初の目標となる。なお、五番目以降のマップは「エクストラオペレーション（EOと略される）」と名付けられており、艦娘たちを極力まで鍛え上げつつさらに十分強力な装備を持たせた上で挑まなければ1マス目で敗北することすら珍しくない程の厳しい戦闘を強いられる高難易度ステージとなっており、クリアすることで「勲章」と呼ばれる特殊アイテムを入手することができる。また年に数回、「期間限定海域」と呼ばれるイベントが開催され、その期間のみ出撃可能なマップが出現する。このマップをクリアすることで新艦娘や装備を入手できたり、過去のイベントで入手できた艦娘がドロップする事もある。
ゲームスタート時に1隻の艦娘と資材が与えられ、以後は「建造」で新たな艦娘を作る、もしくは戦闘で敵を倒した際にドロップする艦娘を仲間に加えるといった方法で増やしていく。
入手した艦娘は、戦闘で敵を倒すか演習で勝利する事で経験値を得てレベルを上げ、一定値に達した艦娘は「改造」することで、さらなる強化をすることができる。改造の際、史実でのエピソードなどを反映して艦種などが変更となる艦娘もいる。一部の艦娘は、2段階以上の改造や、異なる仕様へ相互に改造できる「コンバート改装」をすることができる。ただし、一部の艦娘の改造には「改装設計図」というアイテムや、その他の特殊なアイテムが必要な場合もある。また、他の艦娘を合成してステータスを上げたり、強い武装を与えるといった方法で戦闘力を強化することも可能。
艦娘のレベル上限は通常は99だが、「指輪」と呼ばれる特殊なアイテム（艦娘毎に1個必要）を使うことで、レベル上限を上昇させる事ができる。
このレベル上限を引き上げるシステムは「ケッコンカッコカリ」と呼ばれ、アイテムを使用すると特殊なイベントが発生して艦娘毎に1回のみの台詞を聞く事ができ、以後は艦娘のグラフィックに「ケッコン済」を示す白いリングと花びらが舞い散るエフェクトが加わる。
一部の艦娘は、通常建造の何倍もの資材を消費する「大型艦建造」、もしくは年に数回の「期間限定海域」でしか入手することができない上、チャレンジしても通常の建造で作れる艦娘が建造されることも少なくない。そのため、「課金による資材購入を過度に行わないように」という注意が実行前に表示される。
艦娘の建造や回復、その他の運用に必要となる物資として、燃料・弾薬・鋼材・ボーキサイトの4種類のアイテムがあり、これらは時間経過により一定限度まで自動的に増加するほか、戦闘に勝利することで手に入ったり、「遠征」や課金アイテムの購入でも確保できる。装備の「開発」と艦娘の建造には他に「開発資材」が必要となるが、こちらは自動的に増加しないため、戦闘の勝利や「遠征」、または課金でも入手できる。さらに、工作艦「明石」を入手することで、「改修資材」を使用して装備を強化する「改修工廠」が使用可能になる。
プレイヤーには、日/週/月/季節/年替わりの様々な「任務（クエスト）」が与えられ、その任務のクリア条件を満たすと燃料・弾薬などのボーナス支給が行われるほか、装備や「開発資材」や「改修資材」等のアイテムが支給される、保有できる艦隊が増えるなどの特典がある。ただし、最新の任務を実施するためには、過去の任務をクリアすることが条件になっている場合がある。
ゲーム内では現実に応じた時間が流れており、1日は午前5時から始まって朝-昼-夜-朝と経過していく。プレイ開始直後の部屋（「執務室」と呼ぶ）の内装は幾つかの「家具」と呼ばれるアイテムで構成されており、窓の外の景色やその他の家具の内容が昼夜や四季に応じて変化する物も存在する。また、執務室には常時「秘書艦」と呼ばれる艦娘がおり、正時（xx時00分）になると台詞を話したり、四季やバレンタインデー、クリスマスといった年中行事のタイミングで着物や水着、ドレス等に着替えたグラフィックに変化するものもいる。なお、これらのイベントグラフィックは全て無料で入手可能である。

## 収益モデル
射幸性の高い「ガチャ」と言われるアイテム課金を中心に収益化を図ってきたこれまでのソーシャルゲームとは異なり、ゲーム内での課金が必要な要素は抑え、ゲーム内課金を中心にしつつも出版やグッズ販売などのマルチメディア展開（メディアミックス）によって収益化を図る予定となっている。
ただし、ブラウザゲーム『艦これ』の開発・運営そのものはゲーム内課金で賄うことを基本とし、2014年8月度では開発運営費の90 %以上はゲーム内課金で成り立っており、メディアミックスからのロイヤリティは10 %未満に留まっている。
2013年9月27日に、KADOKAWA取締役の角川歴彦会長は『艦これ』について、出資比率の関係で2013年9月時点ではKADOKAWAグループとしては利益は出ていないこと、角川ゲームスのゲーム『艦これ』に乗る形で角川グループ企業内で小説化やコミック化などの多数の企画が挙がったことなどを述べ、角川会長がいずれやりたいと考えていた「ひとつのIP（知的財産）を使いまわす」ことが『艦これ』で始まりつつあることに期待を持っていると発言している。また2016年初頭より角川では「艦これ」推進部という部署を設けたことが明かされている。その後、2018年4月に『艦これ』運営と共同で「艦これ」事業を運営する合弁会社「角川アーキテクチャ」が設立。
DMM.comの亀山敬司会長は出資比率と利益配分に関して、DMM.comが最初に全額を出資し、『艦これ』の利益の全額を得ていると述べている。『艦これ』は2013年11月時点でDMM.comのオンラインゲーム事業の売り上げの3割から4割を占めていると発表されている。日本経済新聞電子版の報道によれば、『艦これ』は2014年6月までの間に70億円の売上高があり、これは開発費の140倍に相当する。

## ユーザー数の推移
『艦これ』運営は2013年4月のサービス開始当初、最終的なユーザー数（登録者数）を10万人、DAU（Daily Active Users, 1日あたりの利用者数）を1万5千人から最大2万人と想定していた。事前登録に応募したユーザーは約5,000。サービス開始後、5月までは当初の予想より多いものの、運営の想像の範囲内のユーザー数だった。6月になるとTwitterを介した口コミなどにより、登録者数が運営の想定を超えて増加したため、運営は一時的に新規ユーザーの登録をストップした。この時点での登録者数は7万5千人ほど。
2013年7月になると新規登録を再開し、7月中旬には登録者数が20万人を突破した。以降、8月27日発売の雑誌記事では「50万ユーザーを突破」、9月7日掲載のオンライン記事では「登録者数が65万人を突破」「DAUは35万を超えている」、9月19日掲載のオンライン記事では「80万を超えるアカウントと驚異的なアクティブユーザー率」、10月10日掲載のオンライン記事では「ユーザー数100万人を突破」と記載されている。11月中旬時点でのユーザー数は120万人ほどで、DAUは40 %弱（通常時）から50 %弱（イベント時）と発表されている。この成長度は、スマートフォンに対応していないブラウザゲームとしては驚異的なものであるとされている。
2014年9月には登録アカウント数が220万、MAU（Monthly Active Users, 1か月あたりの利用者数）はその40 - 50 %の100万規模、DAUは50万規模（40 - 60万）と発表されている。
2013年8月以降、ゲームへの新規登録は抽選となっている。同時期に、他者を招待してユーザ登録する「友達紹介」機能が休止され、そのまま2014年7月に正式に廃止された。
2022年6月11日付の読売新聞によると、この時点でのプレイヤー数は460万人超を数える。

## サーバー
2015年6月現在サーバーは20あり、その全ての名称は日本海軍の鎮守府や基地、警備府、泊地から採られている。以下は、サーバー名と稼働開始時期である。番号は稼働開始順で、ゲームへの新規登録時のサーバー選択画面で表示される順番でもある。初期サーバーの横須賀鎮守府サーバーは元々は名前が無かったものの、呉・佐世保鎮守府サーバー稼動時に「第一サーバー」から改称された。呉鎮守府サーバーは、不正アクセスによる接続不安定化に伴い、「新呉鎮守府サーバー」に移行した。
| 稼動順 | サーバー名                 | 稼動開始時期   |
| ------ | -------------------------- | -------------- |
| 1      | 横須賀鎮守府サーバー       | 2013年4月23日  |
| 2      | 呉鎮守府サーバー           | 2013年7月10日  |
| 3      | 佐世保鎮守府サーバー       | 2013年7月10日  |
| 4      | 舞鶴鎮守府サーバー         | 2013年7月17日  |
| 5      | 大湊警備府サーバー         | 2013年8月6日   |
| 6      | トラック泊地サーバー       | 2013年8月10日  |
| 7      | リンガ泊地サーバー         | 2013年8月17日  |
| 8      | ラバウル基地サーバー       | 2013年8月21日  |
| 9      | ショートランド泊地サーバー | 2013年8月30日  |
| 10     | ブイン基地サーバー         | 2013年9月13日  |
| 11     | タウイタウイ泊地サーバー   | 2013年9月28日  |
| 12     | パラオ泊地サーバー         | 2013年10月9日  |
| 13     | ブルネイ泊地サーバー       | 2013年11月6日  |
| 14     | 単冠湾泊地サーバー         | 2013年12月2日  |
| 15     | 幌筵泊地サーバー           | 2013年12月12日 |
| 16     | 宿毛湾泊地サーバー         | 2014年2月1日   |
| 17     | 鹿屋基地サーバー           | 2014年3月1日   |
| 18     | 岩川基地サーバー           | 2014年3月15日  |
| 19     | 佐伯湾泊地サーバー         | 2015年1月7日   |
| 20     | 柱島泊地サーバー           | 2015年6月17日  |

## 登場キャラクター

### 艦娘
先に述べたとおり、この作品では女性の萌えキャラクターに擬人化された艦艇（軍艦）を「艦娘（かんむす）」と呼んでいる。艦娘がどういった存在であるのかについては明確にされていない。『艦これ』のプロデューサー・田中謙介から「僕の中のイメージ」と前置きされた上で語られているものもあるが、基本的にはユーザーそれぞれの想像に委ねるとしている。例えば「赤城は大食い」という設定は、元はユーザーの想像から生まれたものである。
公開初日時点の登場艦娘数は100艦ほどであったが、その後も新規艦娘や新規改造艦娘が実装され、2024年春時点では300艦を超える艦娘が登録されている。改造によるバリエーションを含むと数百種類に及ぶ。
初期に登場した艦娘は、ほぼ第二次世界大戦期の大日本帝国海軍艦艇を元にしたもので、後には少数の大日本帝国陸軍船舶の艦娘も登場している。また2024年現在では、海外艦としてドイツ海軍、イタリア海軍、アメリカ海軍、イギリス海軍、フランス海軍、ソ連海軍、スウェーデン海軍、オランダ海軍、オーストラリア海軍、中華民国海軍、アルゼンチン海軍の艦艇を元にした艦娘が実装されている。海外艦の名前はその国の言語による表記となっている。
ストーリーモードに類するシステムは存在しないため、主人公に相当する艦娘は明確にされておらず、メディアミックス作品でもそれぞれで異なっている。
本作では大日本帝国海軍艦艇類別標準とは異なる艦種、艦型が使われていることも多いが、この表ではゲーム内の図鑑に従って記述している。特に、航空母艦の分類（正規空母、装甲空母、軽空母、護衛空母）の内訳は本作独自のものであるほか、正式な類別ではない航空戦艦、航空巡洋艦、重雷装巡洋艦、潜水空母や、当時日本軍の艦船には用語として存在しない揚陸艦、さらに本作独自の架空艦種である改装航空戦艦などといった類別も使用されているので注意が必要である。また、艦娘のステータスの1つである「速力」が高速となっている戦艦は高速戦艦と呼ばれ、ブラウザ版でも任務（クエスト）などで低速の戦艦とは異なる扱いを受けることがあったが、『艦これ改』では戦艦とは別の艦種として設定されている（ただし、ブラウザ版と共通であるカードのマークなどは戦艦のままである）。ブラウザ版では「速力」が装備で変更できるようになってから、Гангут （ガングート）のように本来の「速力」は低速であるにもかかわらず、高速戦艦として扱われる艦も登場するようになった。
以下はアイテムとして実装されている間宮と伊良湖を除き、ゲーム中での使用キャラクターとして実装されている「艦娘」の一覧である。なお、リンク先は対応する史実の艦および艦種、艦型。艦型、艦名が "/" で分けられている艦は、改造により名称変更されるもの。備考に★マークの付いたものは同型未実装艦あり。
| 艦種         | 艦型                                       | 艦名 | 備考 |
| ------------ | ------------------------------------------ | --- | --- |
| 戦艦         | 金剛型                                     | 金剛、比叡、榛名、霧島 | 高速戦艦。 |
| 戦艦         | 扶桑型                                     | 扶桑、山城 | 改造により、航空戦艦に艦種変更される。 |
| 戦艦         | 伊勢型                                     | 伊勢、日向 | 改造により、航空戦艦に艦種変更される。2度目の改造により、改装航空戦艦に艦種変更される。                                                                     |
| 戦艦         | 長門型                                     | 長門、陸奥 | |
| 戦艦         | 大和型                                     | 大和、武蔵 | 大和は2度目の改装の後、航空戦艦との相互艦種変更が可能になる。                                                                                               |
| 戦艦         | Bismarck級                                 | Bismarck （ビスマルク） | ★ ドイツ海軍。高速戦艦。 |
| 戦艦         | V.Veneto級                                 | Littorio （リットリオ） / Italia （イタリア）、Roma （ローマ）                                                                                     | ★ イタリア海軍。高速戦艦。Littorioは改造により、Italiaに艦名変更される。                                                                                    |
| 戦艦         | Conte di Cavour級                          | Conte di Cavour （コンテ・ディ・カブール） | ★ イタリア海軍。改造により、高速戦艦に艦種変更される。 |
| 戦艦         | Nevada級                                   | Nevada （ネヴァダ） | ★ アメリカ海軍。 |
| 戦艦         | Colorado級                                 | Colorado （コロラド）、Maryland （メリーランド）                                                                                                   | ★ アメリカ海軍。 |
| 戦艦         | North Carolina級                           | Washington （ワシントン） | ★ アメリカ海軍。 |
| 戦艦         | South Dakota級                             | South Dakota （サウスダコタ）、Massachusetts（マサチューセッツ）                                                                                   | ★ アメリカ海軍。高速戦艦。 |
| 戦艦         | Iowa級                                     | Iowa （アイオワ） | ★ アメリカ海軍。高速戦艦。 |
| 戦艦         | Queen Elizabeth級                          | Warspite （ウォースパイト）、Valiant (ヴァリアント)                                                                                                | ★ イギリス海軍。 |
| 戦艦         | Nelson級                                   | Nelson （ネルソン）、Rodney （ロドニー） | イギリス海軍。 |
| 戦艦         | Гангут級                                   | Гангут （ガングート） / Октябрьская революция （オクチャブリスカヤ・レヴォリューツィヤ）                                                           | ★ ソ連海軍。高速戦艦。改造により、Октябрьская революцияに艦名変更されるが、2度目の改造でГангутに艦名が戻る。                                                |
| 戦艦         | Richelieu級                                | Richelieu （リシュリュー）、Jean Bart（ジャン・バール）                                                                                            | ★ フランス海軍。高速戦艦。 |
| 正規空母     | 赤城型                                     | 赤城 | |
| 正規空母     | 加賀型                                     | 加賀 | |
| 正規空母     | 蒼龍型                                     | 蒼龍 | |
| 正規空母     | 飛龍型                                     | 飛龍 | |
| 正規空母     | 翔鶴型                                     | 翔鶴、瑞鶴 | 改造により、装甲空母との相互艦種変更が可能になる。 |
| 正規空母     | 雲龍型                                     | 雲龍、天城、葛城 | |
| 正規空母     | Graf Zeppelin級                            | Graf Zeppelin （グラーフ・ツェッペリン） | ドイツ海軍。 |
| 正規空母     | Aquila級                                   | Aquila （アクィラ） | イタリア海軍。 |
| 正規空母     | Ranger級                                   | Ranger （レンジャー） | アメリカ海軍。 |
| 正規空母     | Lexington級                                | Lexington（レキシントン）、Saratoga （サラトガ）                                                                                                   | アメリカ海軍。Saratogaは改造により、装甲空母との相互艦種変更が可能になる。                                                                                  |
| 正規空母     | Essex級                                    | Intrepid （イントレピッド） | ★ アメリカ海軍。 |
| 正規空母     | Yorktown級                                 | Hornet （ホーネット） | ★ アメリカ海軍。 |
| 正規空母     | Ark Royal級                                | Ark Royal （アーク・ロイヤル） | イギリス海軍。 |
| 装甲空母     | 大鳳型                                     | 大鳳 | |
| 装甲空母     | Illustrious級                              | Victorious （ヴィクトリアス） | ★ イギリス海軍。 |
| 軽空母       | 鳳翔型                                     | 鳳翔 | |
| 軽空母       | 龍驤型                                     | 龍驤 | |
| 軽空母       | 祥鳳型                                     | 祥鳳、瑞鳳 | 瑞鳳は改造により、護衛空母との相互艦種変更が可能になる。 |
| 軽空母       | 飛鷹型                                     | 飛鷹、隼鷹 | |
| 軽空母       | 春日丸級 / 大鷹型                          | 春日丸 / 大鷹、八幡丸 / 雲鷹 | ★ 改造により、大鷹 / 雲鷹に艦名変更され護衛空母扱いとなる。                                                                                                 |
| 軽空母       | 神鷹型                                     | 神鷹 | 護衛空母扱い。 |
| 軽空母       | Casablanca級                               | Gambier Bay （ガンビア・ベイ） | ★ アメリカ海軍。護衛空母扱い。 |
| 軽空母       | Independence級                             | Langley （ラングレー） | ★ アメリカ海軍。 |
| 水上機母艦   | 千歳型                                     | 千歳、千代田 | 改造により、千歳型軽空母に艦種変更される。 |
| 水上機母艦   | 瑞穂型                                     | 瑞穂 | |
| 水上機母艦   | 日進型                                     | 日進 | |
| 水上機母艦   | 秋津洲型                                   | 秋津洲 | |
| 水上機母艦   | C.Teste級                                  | Commandant Teste （コマンダン・テスト） | フランス海軍。 |
| 潜水母艦     | 大鯨型                                     | 大鯨 | 改造により、龍鳳型軽空母龍鳳に艦種・艦名変更される。 |
| 潜水母艦     | 迅鯨型                                     | 迅鯨、長鯨 | |
| 特設潜水母艦 | 改氷川丸級                                 | 平安丸 | ★ |
| 重巡洋艦     | 古鷹型                                     | 古鷹、加古 | |
| 重巡洋艦     | 青葉型                                     | 青葉、衣笠 | |
| 重巡洋艦     | 妙高型                                     | 妙高、那智、足柄、羽黒 | |
| 重巡洋艦     | 高雄型                                     | 高雄、愛宕、摩耶、鳥海 | |
| 重巡洋艦     | 最上型                                     | 最上、三隈、鈴谷、熊野 | 改造により、航空巡洋艦に艦種変更される。さらに鈴谷と熊野は、2度目の改造で改鈴谷型として扱われるようになり、航空巡洋艦と軽空母との相互艦種変更が可能になる。 |
| 重巡洋艦     | 利根型                                     | 利根、筑摩 | 改造により、航空巡洋艦に艦種変更される。 |
| 重巡洋艦     | Admiral Hipper級                           | Prinz Eugen （プリンツ・オイゲン） | ★ ドイツ海軍。 |
| 重巡洋艦     | Zara級                                     | Zara （ザラ）、Pola （ポーラ） | ★ イタリア海軍。 |
| 重巡洋艦     | Northampton級                              | Northampton （ノーザンプトン）、Houston （ヒューストン）                                                                                           | ★ アメリカ海軍。 |
| 重巡洋艦     | New Orleans級                              | Minneapolis (ミネアポリス)、Tuscaloosa （タスカルーサ）                                                                                            | ★ アメリカ海軍。 |
| 軽巡洋艦     | 天龍型                                     | 天龍、龍田 | |
| 軽巡洋艦     | 球磨型                                     | 球磨、多摩、北上、大井、木曾 | 北上、大井、木曾は改造により、重雷装巡洋艦に艦種変更される。                                                                                                |
| 軽巡洋艦     | 長良型                                     | 長良、五十鈴、名取、由良、鬼怒、阿武隈 | |
| 軽巡洋艦     | 川内型                                     | 川内、神通、那珂 | |
| 軽巡洋艦     | 夕張型                                     | 夕張 | |
| 軽巡洋艦     | 阿賀野型                                   | 阿賀野、能代、矢矧、酒匂 | |
| 軽巡洋艦     | 大淀型                                     | 大淀 | 母港人員「任務娘」としても登場している。 |
| 軽巡洋艦     | L.d.S.D.d.Abruzzi級                        | L.d.S.D.d.Abruzzi （ルイージ・ディ・サヴォイア・ドゥーカ・デッリ・アブルッツィ）、G.Garibaldi （ジュゼッペ・ガリバルディ）                         | イタリア海軍。 |
| 軽巡洋艦     | Brooklyn級                                 | Brooklyn （ブルックリン）、Phoenix（フェニックス） / General Belgrano（ヘネラル・ベルグラノ）、Honolulu （ホノルル）                               | ★ アメリカ海軍。Phoenixは改造により、アルゼンチン海軍General Belgranoに艦名変更される。                                                                     |
| 軽巡洋艦     | St. Louis級                                | Helena （ヘレナ） | ★ アメリカ海軍。 |
| 軽巡洋艦     | Town級                                     | Sheffield （シェフィールド） | ★ イギリス海軍。 |
| 軽巡洋艦     | La Galissonnière級                         | Gloire （グロワール） | ★ フランス海軍。 |
| 軽巡洋艦     | Киров級                                    | Киров （キーロフ） | ★ ソ連海軍。 |
| 軽巡洋艦     | Perth級                                    | Perth （パース） | ★ オーストラリア海軍。 |
| 軽巡洋艦     | De Ruyter級                                | De Ruyter （デ・ロイテル） | オランダ海軍。 |
| 航空巡洋艦   | Gotland級                                  | Gotland （ゴトランド） | スウェーデン海軍。 |
| 防空巡洋艦   | Atlanta級                                  | Atlanta （アトランタ） | ★ アメリカ海軍。 |
| 練習巡洋艦   | 香取型                                     | 香取、鹿島 | ★ |
| 練習特務艦   | 敷島型                                     | 朝日 | ★ 改造により、工作艦に艦種変更される。 |
| 駆逐艦       | 神風型                                     | 神風、朝風、春風、松風、旗風 | ★ |
| 駆逐艦       | 睦月型                                     | 睦月、如月、弥生、卯月、皐月、水無月、文月、長月、菊月、三日月、望月                                                                               | ★ |
| 駆逐艦       | 吹雪型                                     | 吹雪、白雪、初雪、深雪、叢雲、薄雲、白雲、磯波、浦波                                                                                               | ★ 吹雪と叢雲は初期選択艦の一つである。 |
| 駆逐艦       | 綾波型                                     | 綾波、敷波、天霧、狭霧、朧、曙、漣、潮 | ★ 漣は初期選択艦の一つである。 |
| 駆逐艦       | 暁型                                       | 暁、響 / Верный （ヴェールヌイ）、雷、電 | 響は2度目の改造により、ソ連海軍Верныйに艦名変更される。電は初期選択艦の一つである。                                                                         |
| 駆逐艦       | 初春型                                     | 初春、子日、若葉、初霜、有明、夕暮 | |
| 駆逐艦       | 白露型                                     | 白露、時雨、村雨、夕立、春雨、五月雨、海風、山風、江風、涼風                                                                                       | 五月雨は初期選択艦の一つである。 |
| 駆逐艦       | 朝潮型                                     | 朝潮、大潮、満潮、荒潮、夏雲、朝雲、山雲、峯雲、霰、霞                                                                                             | |
| 駆逐艦       | 陽炎型 / 陽字号                            | 陽炎、不知火、黒潮、親潮、早潮、初風、雪風 / 丹陽 （タンヤン）、天津風、時津風、浦風、磯風、浜風、谷風、野分、嵐、萩風、舞風、秋雲                 | ★ 雪風は2度目の改造により、中華民国海軍陽字号駆逐艦丹陽に艦名変更されるが、3度目の改造で日本海軍改陽炎型駆逐艦雪風に艦名が戻る。                            |
| 駆逐艦       | 夕雲型                                     | 夕雲、巻雲、風雲、長波、巻波、高波、玉波、涼波、藤波、早波、浜波、沖波、岸波、朝霜、早霜、秋霜、清霜                                               | ★ |
| 駆逐艦       | 秋月型                                     | 秋月、照月、涼月、初月、冬月 | ★ |
| 駆逐艦       | 島風型                                     | 島風 | |
| 駆逐艦       | 松型                                       | 松、竹、梅、桃、杉、榧 | ★ |
| 駆逐艦       | Z1型                                       | Z1 （レーベレヒト・マース）、Z3 （マックス・シュルツ）                                                                                             | ★ ドイツ海軍。 |
| 駆逐艦       | Maestrale級                                | Maestrale （マエストラーレ）、Grecale （グレカーレ）、Libeccio （リベッチオ）、Scirocco （シロッコ）                                               | イタリア海軍。 |
| 駆逐艦       | Fletcher級                                 | Fletcher （フレッチャー）、Johnston （ジョンストン）、Heywood L.Edwards （ヘイウッド・L ・エドワーズ）、Richard P.Leary（リチャード・P・リアリー） | ★ アメリカ海軍。 |
| 駆逐艦       | John C.Butler級                            | Samuel B.Roberts （サミュエル・B・ロバーツ） | ★ アメリカ海軍。 |
| 駆逐艦       | J級                                        | Janus （ジェーナス）、Jervis （ジャーヴィス）、Javelin （ジャヴェリン）                                                                            | ★ イギリス海軍。 |
| 駆逐艦       | Mogador級                                  | Mogador （モガドール） | ★ フランス海軍。 |
| 駆逐艦       | 20I号計画型                                | Ташкент （タシュケント） | ソ連海軍。 |
| 海防艦       | 占守型                                     | 占守、国後、八丈、石垣 | |
| 海防艦       | 択捉型                                     | 択捉、松輪、佐渡、対馬、平戸、福江 | ★ |
| 海防艦       | 御蔵型                                     | 御蔵、能美、倉橋、屋代 | ★ |
| 海防艦       | 日振型                                     | 日振、大東、昭南 | ★ |
| 海防艦       | 鵜来型                                     | 鵜来、稲木 | ★ |
| 海防艦       | 丁型                                       | 第四号、第二十二号、第三〇号 | ★ |
| 潜水艦       | 海大VI型                                   | 伊168 | ★ |
| 潜水艦       | 巡潜3型                                    | 伊8 | ★ 改造により、潜水空母に艦種変更される。 |
| 潜水艦       | 巡潜乙型                                   | 伊19、伊26、伊36 | ★ 改造により、潜水空母に艦種変更される。 |
| 潜水艦       | 巡潜乙型改一                               | 伊41 | ★ |
| 潜水艦       | 巡潜乙型改二                               | 伊58 | ★ 改造により、潜水空母に艦種変更される。 |
| 潜水艦       | 巡潜丙型                                   | 伊47 | ★ |
| 潜水艦       | 潜高型                                     | 伊201、伊203 | ★ |
| 潜水艦       | UボートIXC型 / 呂号                        | U-511 / 呂500 | ★ 改造により、ドイツ海軍U-511から日本海軍呂500に艦名変更される。                                                                                            |
| 潜水艦       | Marcello級 / 接収艦Uボート / 伊号          | C.Cappellini （コマンダンテ・カッペリーニ） / UIT-24 / 伊503                                                                                       | ★ 改造により、イタリア海軍Luigi Torelliからドイツ海軍UIT-24を経て日本海軍伊503に艦名変更される。                                                            |
| 潜水艦       | Guglielmo Marconi級 / 接収艦Uボート / 伊号 | Luigi Torelli （ルイージ・トレッリ） / UIT-25 / 伊504                                                                                              | ★ 改造により、イタリア海軍Luigi Torelliからドイツ海軍UIT-25を経て日本海軍伊504に艦名変更される。                                                            |
| 潜水艦       | Salmon級                                   | Salmon（サーモン） | ★ アメリカ海軍。 |
| 潜水艦       | Gato級                                     | Drum（ドラム）、Wahoo (ワフー)、Scamp（スキャンプ）                                                                                                | ★ アメリカ海軍。 |
| 潜水艦       | 三式潜航輸送艇                             | まるゆ | 日本陸軍。 |
| 潜水空母     | 潜特型（伊400型）                          | 伊400、伊401 | ★ |
| 潜水空母     | 巡潜甲型改二                               | 伊13、伊14 | |
| 工作艦       | （記載なし）                               | 明石 | 母港人員「アイテム屋娘」としても登場する。 |
| 補給艦       | 改風早型                                   | 速吸 | |
| 補給艦       | 神威型                                     | 神威 | 改造により、水上機母艦に艦種変更されるが、もう一度改造を行うと補給艦に戻る。                                                                                |
| 運送艦       | （記載なし）                               | 宗谷 | 改造により、灯台補給船を経て南極観測船に艦種変更されるが、もう一度改造を行うと運送艦に戻る。                                                                |
| 給糧艦       | （記載なし）                               | 間宮 | アイテム扱い。 |
| 給糧艦       | （記載なし）                               | 伊良湖 | アイテム扱い。 |
| 揚陸艦       | （記載なし）                               | 神州丸 | 日本陸軍。 |
| 揚陸艦       | 特種船丙型                                 | あきつ丸、熊野丸 | ★ 日本陸軍。 |
| 揚陸艦       | 第百一号型                                 | 第百一号輸送艦 | ★ 日本陸軍。 |
| 特設護衛空母 | 特1TL型                                    | しまね丸 | 日本陸軍。 |
| 特設護衛空母 | 特2TL型                                    | 山汐丸 | 日本陸軍。 |
| 砕氷艦       | 大泊型                                     | 大泊 | |

### 深海棲艦
艦娘が各海域で戦うことになる異形の敵対艦船群の総称。艦娘と同じく、どういった存在であるのかについては明確にされておらず、メディアミックスでもその設定は異なる。
深海棲艦のベーシックデザインコンセプトを担当しているイラストレーターのおぐちによれば、『艦これ』側からの指示として「沈んでいった船を象徴（したテイストのイラストを発注された）」があった。当初の発注は異形のクリーチャーであったが、おぐちは深海棲艦は轟沈した船の怒りや負の感情によって成長するというイメージから、艦が強力になるに従い人間的になる要素を付け加えた。
深海棲艦はいろは歌のコードネームが付けられている通常の敵キャラクターと、主にイベントの各海域の最終マスで初登場するボスキャラクター、ボスキャラクターの随伴やイベントの各海域の中間マスなどにて初登場するその他のキャラクター（いわゆる中ボス）に分けられる。通常の敵キャラクターには声が当てられていないのに対し、ボスおよびその他のキャラクターの一部には声が当てられている。通常の敵キャラクターのアイコンが艦種であるのに対し、ボスキャラクターのアイコンは「鬼」「姫」と表記される。例外として「戦鬼」「水鬼」が使われたこともある。通常の敵キャラクターには艦娘の「改」や「改二」などに相当する「elite」「flagship」「改flagship」「後期型」「後期型elite」などが存在し、色で判別することができる。また、一部を除きレベルは1で固定されている。「鬼」および「姫」はレベル1で固定。
艦娘の艦種（戦艦や空母など）と深海棲艦の艦種とでは名称は共通していても、戦闘時の特性や挙動は必ずしも一致していない。艦娘に存在しない艦種も多く、ボスキャラクターには飛行場や港湾施設などの基地をモチーフとした「陸上型」と呼ばれる特殊なタイプも存在する。「陸上型」はさらに「ソフトスキン型」と「トーチカ型」などに分けられる。
以下はゲーム中で敵として登場する深海棲艦の一覧である。通常の敵キャラクター、浮き砲台、装甲空母鬼、装甲空母姫、運河棲姫にはキャラクターボイス・セリフは無い。
| タイプ | 艦種         | 艦型                                                                | 備考                                |
| ------ | ------------ | ------------------------------------------------------------------- | ----------------------------------- |
| 通常   | 戦艦         | 戦艦ル級、戦艦タ級、戦艦レ級                                        |                                     |
| 通常   | 正規空母     | 空母ヲ級                                                            |                                     |
| 通常   | 軽空母       | 軽母ヌ級                                                            |                                     |
| 通常   | 重巡洋艦     | 重巡リ級、重巡ネ級                                                  |                                     |
| 通常   | 重雷装巡洋艦 | 雷巡チ級                                                            |                                     |
| 通常   | 軽巡洋艦     | 軽巡ホ級、軽巡ヘ級、軽巡ト級、軽巡ツ級                              |                                     |
| 通常   | 駆逐艦       | 駆逐イ級、駆逐ロ級、駆逐ハ級、駆逐ニ級、駆逐ナ級、Schnellboot小鬼群 |                                     |
| 通常   | 潜水艦       | 潜水カ級、潜水ヨ級、潜水ソ級                                        |                                     |
| 通常   | 輸送艦       | 輸送ワ級                                                            |                                     |
| その他 | 魚雷艇群     | PT小鬼群                                                            |                                     |
| その他 | 浮き砲台     | 浮遊要塞、護衛要塞                                                  |                                     |
| その他 | 砲台         | 砲台小鬼、トーチカ小鬼、対空小鬼                                    | 陸上型かつトーチカ型。              |
| ボス   | 戦艦         | 戦艦棲姫、戦艦夏姫、戦艦棲姫改                                      |                                     |
| ボス   | 戦艦         | 戦艦水鬼、戦艦水鬼改                                                |                                     |
| ボス   | 戦艦         | 海峡夜棲姫                                                          |                                     |
| ボス   | 戦艦         | 欧州水姫、欧州妹姫                                                  |                                     |
| ボス   | 戦艦         | 太平洋深海棲姫                                                      |                                     |
| ボス   | 戦艦         | 地中海弩級水姫                                                      |                                     |
| ボス   | 高速戦艦     | 戦艦仏棲姫                                                          |                                     |
| ボス   | 高速戦艦     | バタビア沖棲姫                                                      |                                     |
| ボス   | 高速戦艦     | 南方戦艦棲姫                                                        |                                     |
| ボス   | 高速戦艦     | 戦艦新棲姫                                                          |                                     |
| ボス   | 高速戦艦     | ルンガ沖重巡棲姫                                                    |                                     |
| ボス   | 航空戦艦     | 泊地棲鬼、泊地棲姫                                                  |                                     |
| ボス   | 航空戦艦     | 装甲空母鬼、装甲空母姫                                              |                                     |
| ボス   | 航空戦艦     | 南方棲鬼、南方棲戦鬼、南方棲戦姫                                    |                                     |
| ボス   | 航空戦艦     | 深海双子棲姫                                                        |                                     |
| ボス   | 航空戦艦     | 北方水姫                                                            |                                     |
| ボス   | 航空戦艦     | 欧州棲姫                                                            |                                     |
| ボス   | 航空戦艦     | 深海玉棲姫                                                          |                                     |
| ボス   | 航空戦艦     | 外南洋駆逐棲姫                                                      |                                     |
| ボス   | 航空戦艦     | 近代化戦艦棲姫                                                      |                                     |
| ボス   | 航空戦艦     | 戦艦未完棲姫                                                        |                                     |
| ボス   | 航空戦艦     | 深海擱座揚陸姫                                                      |                                     |
| ボス   | 航空戦艦     | 標準型戦艦棲姫                                                      |                                     |
| ボス   | 正規空母     | 空母棲鬼、空母棲姫、空母夏鬼、空母夏姫                              |                                     |
| ボス   | 正規空母     | 空母水鬼                                                            |                                     |
| ボス   | 正規空母     | 深海海月姫                                                          |                                     |
| ボス   | 正規空母     | 深海鶴棲姫                                                          |                                     |
| ボス   | 正規空母     | 南太平洋空母棲姫                                                    |                                     |
| ボス   | 正規空母     | 新量産空母棲姫                                                      |                                     |
| ボス   | 軽空母       | 護衛棲姫、護衛棲水姫                                                |                                     |
| ボス   | 軽空母       | 護衛独還姫                                                          |                                     |
| ボス   | 軽空母       | ヒ船団棲姫                                                          |                                     |
| ボス   | 軽空母       | 横浜岸壁棲姫                                                        |                                     |
| ボス   | 軽空母       | 高速軽空母水鬼                                                      |                                     |
| ボス   | 軽空母       | 戦標船改装棲姫                                                      |                                     |
| ボス   | 装甲空母     | 欧州装甲空母棲姫                                                    |                                     |
| ボス   | 水上機母艦   | 水母棲姫、水母水姫                                                  |                                     |
| ボス   | 水上機母艦   | 深海日棲姫                                                          |                                     |
| ボス   | 重巡洋艦     | 重巡棲姫、重巡夏姫                                                  |                                     |
| ボス   | 軽巡洋艦     | 軽巡棲鬼、軽巡棲姫、軽巡新棲姫                                      |                                     |
| ボス   | 軽巡洋艦     | 深海地中海棲姫                                                      |                                     |
| ボス   | 軽巡洋艦     | 防空巡棲姫                                                          |                                     |
| ボス   | 航空巡洋艦   | 深海重巡水姫                                                        |                                     |
| ボス   | 航空巡洋艦   | 環礁空母泊地棲姫                                                    |                                     |
| ボス   | 駆逐艦       | 駆逐棲姫、駆逐水鬼                                                  |                                     |
| ボス   | 駆逐艦       | 駆逐古鬼、駆逐古姫                                                  |                                     |
| ボス   | 駆逐艦       | 防空棲姫、防空埋護姫、防空埋護冬姫                                  |                                     |
| ボス   | 駆逐艦       | 船渠棲姫                                                            |                                     |
| ボス   | 駆逐艦       | 深海雨雲姫                                                          |                                     |
| ボス   | 駆逐艦       | アンツィオ沖棲姫                                                    |                                     |
| ボス   | 駆逐艦       | 深海千島棲姫、深海釧路沖棲雲姫                                      |                                     |
| ボス   | 駆逐艦       | 駆逐林棲姫、深海竹棲姫、深海梅棲姫                                  |                                     |
| ボス   | 駆逐艦       | 米駆逐棲姫                                                          |                                     |
| ボス   | 潜水艦       | 潜水棲姫、潜水夏姫、潜水新棲姫                                      |                                     |
| ボス   | 潜水艦       | 潜水鮫水鬼                                                          |                                     |
| ボス   | 潜水艦       | 五島沖海底姫                                                        |                                     |
| ボス   | 潜水艦       | 深海伊号水姫                                                        |                                     |
| ボス   | 陸上型       | 泊地水鬼                                                            |                                     |
| ボス   | 陸上型       | 飛行場姫、リコリス棲姫、超重爆飛行場姫                              |                                     |
| ボス   | 陸上型       | 港湾棲姫、港湾水鬼、港湾夏姫                                        |                                     |
| ボス   | 陸上型       | 離島棲鬼、離島棲姫                                                  |                                     |
| ボス   | 陸上型       | 集積地棲姫、集積地夏姫                                              |                                     |
| ボス   | 陸上型       | 運河棲姫                                                            | 2019年5月時点では『艦これ改』のみ。 |
| ボス   | 陸上型       | 北方棲姫、北方棲妹                                                  |                                     |
| ボス   | 陸上型       | 中間棲姫                                                            |                                     |
| ボス   | 陸上型       | 中枢棲姫                                                            |                                     |
| ボス   | 陸上型       | 北端上陸姫                                                          |                                     |
| ボス   | 陸上型       | トーチカ要塞棲姫                                                    |                                     |

他に、ゲームに登場しないオリジナルキャラクターとして、アニメ劇場版には「深海吹雪棲姫/リコリス吹雪」、『艦隊これくしょん ‐艦これ‐ 一航戦、出ます！』には「泊地空母姫」、『「艦これ」鎮守府“氷”祭り in 幕張特設泊地 －氷上の観艦式－』には「深海氷翔王女」と「深海氷上棲姫」、『深海大サーカス「不思議の国の1YB3H」 -1YB3H’s Adventures in Wonderland-』には「深海磨鎖鬼」と「深海道化鬼」が登場する。

## スタッフ・キャスト
下記は特筆がなければ、『艦これ白書』 (2013年, p168) の記載による。
- 原作[56] - 「艦これ」運営鎮守府、田中謙介
- プロデューサー・ディレクター・企画 - 田中謙介
- エグゼクティブプロデューサー - 岡宮道生
- 音楽 - 宇佐美宏、大越香里、岡宮道生
- サポート - C2機関、EXNOA[8]、角川アーキテクチャ、（旧データホテル[注 62]）

### 声優
登場艦娘には1艦ずつ異なる台詞が用意されており、声優によるフルボイス仕様となっている。声優は多い場合で1人あたり10艦程度の艦娘を兼役している。
2014年11月末までに登場した艦娘の担当声優は『艦隊これくしょん -艦これ- 提督@報告書』に記載されている。敵艦の担当声優は以下の表に記載がないものは全員不明（未公表）である。また、後述の引退・長期休業を宣言した声優については、運営ツイートによると「現状のところ、同艦娘の声の変更は、予定していません」としている。
| 声優名                 | 配役 |
| ---------------------- | --- |
| 赤﨑千夏               | Aquila、Zara、Pola |
| 明坂聡美               | 朝日、榧、Киров |
| 浅見春那               | Colorado、G.Garibaldi |
| 阿部菜摘子             | 夏雲、Ranger |
| 飯田ヒカル             | 玉波、Conte di Cavour |
| 井口裕香               | 加賀、利根、筑摩、天龍、龍田、長良、五十鈴、名取                                                                                           |
| 石上静香               | 瑞穂、海風、江風 |
| 石橋桃                 | 涼波、桃 |
| 伊瀬茉莉也             | 伊401 |
| 伊藤静                 | 朝風、松風、Saratoga |
| 今村彩夏               | 伊400、伊13、伊14、佐渡、対馬、深海双子棲姫（敵艦）                                                                                        |
| 井料愛良               | 熊野丸、Tuscaloosa、Heywood L.E. |
| 岩橋由佳               | Nevada、C.Cappellini |
| 上坂すみれ             | 蒼龍、飛龍、吹雪、白雪、初雪、深雪、叢雲、白雲、磯波、浦波、冬月、稲木、防空埋護冬姫（敵艦）                                               |
| 宇民祐希               | Fletcher |
| 内田秀                 | 御蔵、Warspite、Ark Royal、Gambier Bay、Perth                                                                                              |
| 梅澤めぐ               | 梅、深海梅棲姫 |
| 榎吉麻弥               | Massachusetts、Brooklyn、Scamp、潜水鮫水鬼（敵艦）                                                                                         |
| 遠藤綾                 | Bismarck、Z1、Z3 |
| 大坪由佳               | 伊勢、日向、飛鷹、隼鷹、古鷹、加古、北上、大井、日振、大東、Washington                                                                     |
| 小倉唯                 | 大鯨 / 龍鳳、天津風、伊26 |
| 小澤亜李               | 野分、秋月、Prinz Eugen、Janus、空母水鬼（敵艦）、駆逐棲姫（敵艦）、アンツィオ沖棲姫（敵艦）                                               |
| 金元寿子               | 春雨、早霜、清霜、Rodney、北方棲姫（敵艦）                                                                                                 |
| 茅野愛衣               | 葛城、香取、鹿島、嵐、朝霜、U-511 / 呂500                                                                                                  |
| 川井田夏海             | 鵜来、第二十二号海防艦、Langley、Salmon |
| 川澄綾子               | 雲龍、大淀、神風、磯風、中間棲姫（敵艦）                                                                                                   |
| 鬼頭明里               | 風雲、沖波、岸波、Maestrale、Libeccio |
| 久野美咲               | 高波、Littorio / Italia、Roma |
| 久保田ひかり           | Intrepid |
| 倉西希奈               | Minneapolis |
| 古川未央那             | 早潮、倉橋 |
| 小林元子               | 初春、子日、若葉、初霜 |
| 小松真奈               | 瑞鳳、浦風、浜風、谷風、福江 |
| 小松未可子             | 秋津洲、照月 |
| 佐倉綾音               | 長門、陸奥、球磨、多摩、木曾、川内、神通、那珂、島風                                                                                       |
| 咲々木瞳               | 占守、国後 |
| 佐藤聡美               | 巻波、Northampton |
| 首藤志奈               | 春日丸 / 大鷹、択捉、松輪 |
| 白城なお               | Samuel B.Roberts、Johnston |
| 洲崎綾                 | 鳳翔、青葉、最上、暁、響 / Верный、雷、電                                                                                                  |
| 鈴木みのり             | 天霧、狭霧 |
| 瀬戸麻沙美             | 神威、Гангут / Октябрьская революция |
| 高尾奏音               | 神鷹、八丈、石垣、Gotland、Sheffield |
| 竹達彩奈               | 大和、秋雲、夕雲、巻雲、長波、松、竹、Scirocco                                                                                             |
| タニベユミ             | 由良、迅鯨、有明、夕暮、白露、時雨、村雨、夕立、藤波、早波、浜波、宗谷、Richelieu、Jean Bart、Commandant Teste、Gloire、深海雨雲姫（敵艦） |
| 種田梨沙               | 祥鳳、妙高、那智、足柄、羽黒、五月雨、涼風、明石                                                                                           |
| 東山奈央               | 金剛、比叡、榛名、霧島、高雄、愛宕、摩耶、鳥海、綾波、敷波、Jervis、Javelin                                                                |
| 豊口めぐみ             | 秋霜、神州丸 |
| 中島愛                 | 衣笠、三隈、初月、伊168、伊58 |
| 名塚佳織               | Houston、Atlanta |
| 生天目仁美             | 旗風、Luigi Torelli / UIT-25 / 伊504 |
| 能登麻美子             | 大鳳、春風、あきつ丸、まるゆ |
| 野水伊織               | 翔鶴、瑞鶴、鬼怒、阿武隈、速吸、Nelson、泊地棲鬼（敵艦）、泊地棲姫（敵艦）                                                                 |
| 橋本ちなみ             | 山風、Iowa |
| 華崎文嘉               | Valiant、Phoenix |
| 早坂梢                 | 朧、曙、漣、潮 |
| はやしりか             | 能美、第百一号輸送艦 |
| 早見沙織               | 萩風、Graf Zeppelin |
| 日高里菜               | 龍驤、睦月、如月、弥生、卯月、皐月、水無月、文月、長月、菊月、三日月、望月                                                                 |
| ファイルーズあい       | Hornet、南太平洋空母棲姫（敵艦） |
| 藤田咲                 | 扶桑、山城、赤城、陽炎、不知火、黒潮、雪風 / 丹陽、時津風、涼月、伊47、第四号海防艦、空母棲鬼（敵艦）、空母棲姫（敵艦）                    |
| ブリドカットセーラ恵美 | 鈴谷、熊野、夕張、初風、舞風 |
| 堀江由衣               | 天城、朝雲、山雲、間宮（アイテム扱い）、伊良湖（アイテム扱い）                                                                             |
| 本渡楓                 | 親潮 |
| 松井暁波               | Mogador、Lexington |
| 松岡美里               | 屋代、山汐丸、Maryland、South Dakota |
| 味里                   | 武蔵、伊8、伊19 |
| 宮川若菜               | 千歳、千代田、朝潮、大潮、満潮、荒潮、霰、霞、Ташкент                                                                                      |
| 宮本侑芽               | 日進、峯雲、深海日棲姫（敵艦） |
| 森山由梨佳             | 薄雲、平戸、昭南、伊36、伊41、L.d.S.D.d.Abruzzi、De Ruyter、Helena、Grecale                                                                |
| 八木侑紀               | 八幡丸 / 雲鷹、第三〇号海防艦、Honolulu |
| 山田美鈴               | 長鯨、Victorius、欧州装甲空母棲姫（敵艦）                                                                                                  |
| 山田悠希               | 阿賀野、能代、矢矧、酒匂、伊201、伊203 |
| 結川あさき             | 平安丸、Drum、大泊、Wahoo |
| 未公表                 | 深海棲艦（敵艦）の一部 |

### イラストレーター
艦娘のイラストについても複数のイラストレーターが、それぞれ複数の艦娘のイラストを担当している。2014年4月までに登場した艦娘の担当イラストレーターは『艦娘型録』に記載されている。敵艦の担当イラストレーターは以下の表に記載がないものは全員不明（未公表）である。
| イラストレーター名 | 配役 |
| ------------------ | --- |
| 赤坂ゆづ           | 朝日、迅鯨、長鯨、平安丸、択捉、松輪、佐渡、対馬、平戸、福江、家具・掛け軸などのアイテム |
| アキラ             | 瑞穂、神威、Richelieu、Jean Bart、Gambier Bay、Commandant Teste、深海棲艦（敵艦）の一部（泊地棲鬼、泊地棲姫、戦艦棲姫、飛行場姫、北方棲姫、護衛棲水姫、深海地中海棲姫バカンスmode、深海氷翔王女、深海氷上棲姫など複数の深海棲艦姫級）、提督（鎮守府“氷”祭り）                                                                    |
| 麻宮騎亜           | Lexington |
| 雨宮千遥           | 五月雨、涼風 |
| 彩樹               | 天龍、龍田、叢雲、初春、子日 |
| UGUME              | 古鷹、加古、球磨、多摩、木曾、占守、国後、八丈、石垣、Brooklyn、Honolulu |
| 海原さかな         | 山汐丸、熊野丸、Mogador |
| A士                | 御蔵、能美、倉橋、屋代、Helena |
| おぐち             | 深海棲艦（敵艦）全般のデザインコンセプト、深海棲艦（敵艦）の一部（戦艦ル級、戦艦タ級、戦艦レ級、空母ヲ級、軽母ヌ級、重巡リ級、軽巡ヘ級、駆逐イ級・ロ級・ハ級 など） |
| kiddy              | Salmon |
| くーろくろ         | 龍驤、雲龍、天城、葛城、飛鷹、隼鷹、千歳、千代田、長良、五十鈴、名取、伊26、あきつ丸、まるゆ |
| 草田草太           | 睦月、如月、弥生、卯月、水無月、Perth |
| 玖条イチソ         | 大鯨 / 龍鳳、有明、夕暮、白露、時雨、村雨、夕立、春雨、海風、山風、江風 |
| コニシ             | 金剛、比叡、榛名、霧島、翔鶴、瑞鶴、瑞鳳、鈴谷、熊野、由良、鬼怒、阿武隈、夕張、阿賀野、能代、矢矧、酒匂、朝潮、大潮、満潮、荒潮、霰、霞、陽炎、不知火、黒潮、親潮、早潮、初風、野分、嵐、萩風、舞風、速吸、Warspite、Nelson、Rodney、Victorius、Ark Royal、Hornet、Sheffield、Jervis、Janus、Javelin、Valiant、欧州装甲空母棲姫 |
| 沙良               | De Ruyter |
| じじ               | Littorio / Italia、Roma、Conte di Cavour、Aquila、Zara、 Pola、L.d.S.D.d.Abruzzi、Giuseppe Garibaldi、Maestrale、Grecale、Libeccio、Scirocco、C.Cappellini、Luigi Torelli / UIT-25 / 伊504 |
| しずまよしのり     | 長門、陸奥、大和、武蔵、秋津洲、雪風 / 丹陽、天津風、時津風、秋月、照月、初月、島風、涼月、冬月、伊13、伊14、Iowa、Saratoga、Atlanta、Scamp、Drum、WahooM_arsのツイート（1898696523157995665）、深海棲艦（敵艦）の一部（深海海月姫（草案のみ）、防空棲姫、防空埋護姫、防空巡棲姫）                                               |
| しばふ             | 伊勢、日向、鳳翔、赤城、加賀、蒼龍、飛龍、春日丸 / 大鷹、雲鷹、神鷹、最上、三隈、北上、大井、吹雪、白雪、初雪、深雪、薄雲、白雲、磯波、綾波、敷波、浦波、伊400、伊401、伊41、日振、大東、昭南、宗谷、第百一号輸送艦、Intrepid、深海梅棲姫                                                                                        |
| 島田フミカネ       | 大鳳、Graf Zeppelin、Bismarck、Prinz Eugen、Z1、Z3、U-511 / 呂500 |
| ショボン           | 伊168、伊8、伊19、伊58 |
| ZECO               | Washington、South Dakota、Massachusetts、Langley、Northampton、Houston、Fletcher、Johnston、Heywood L.E.、Samuel B.Roberts、バタビア沖棲姫（敵艦） |
| drew               | 天霧、狭霧、朧、曙、漣、潮、Gotland、チュートリアル娘 / 初代エラー娘、装備妖精（NPC） |
| パセリ             | 摩耶、鳥海、香取、鹿島、神風、朝風、春風、松風、旗風、浦風、磯風、浜風、谷風、神州丸、Colorado、Maryland |
| hatsuko            | 青葉 |
| 藤川               | 衣笠、大淀 / 任務娘（「母港」人員）、朝雲、山雲、夏雲、峯雲、秋雲、夕雲、巻雲、風雲、長波、高波、巻波、玉波、涼波、藤波、早波、浜波、沖波、岸波、朝霜、早霜、秋霜、清霜、明石 / アイテム屋娘（「母港」人員）、間宮（アイテム扱い）、伊良湖（アイテム扱い）、エラー娘（NPC）                                                      |
| 星灯り             | 鵜来、稲木、伊36、伊47、伊201、伊203、Nevada、Ranger、Tuscaloosa、Gloire |
| ほづか             | 第四号海防艦、第二十二号海防艦、第三〇号海防艦、大泊 |
| bob                | 祥鳳、日進、妙高、那智、足柄、羽黒、利根、筑摩、川内、神通、那珂 |
| みことあけみ       | 高雄、愛宕 |
| やどかり           | 皐月、文月、長月、菊月、三日月、望月、暁、響 / Верный、雷、電、若葉、初霜、Гангут / Октябрьская революция、Ташкент |
| 六花               | 扶桑、山城 |
| 渡辺明夫           | 松、竹、桃、梅 |
| 未公表             | 深海棲艦（敵艦）の一部、その他のNPC・アイテムなど |

## コンシューマー版
タイトルは『艦これ改』（かんこれ かい）。ただし、ゲームパッケージ等に記されているロゴには「艦これ改」に加えて「艦隊これくしょん」とも記載されている。
2013年9月26日に行われたプレス向け発表会「KADOKAWA GAME STUDIO MEDIA BRIEFING 2013 AUTUMN」において、角川ゲームスから新レーベル「KADOKAWA GAME STUDIO」設立がアナウンスされるとともに、同レーベルからの『艦これ』PlayStation Vita（PS Vita）版の開発が公式発表された。タイトルは当初は仮題として『艦これ改』とされていたが、後にこれが正式名称になると発表された。発売予定は当初は2014年とされていたが、複数回の延期発表を経て、2016年2月18日に発売された。2016年5月13日には、公認ガイドブックの『艦これ改 作戦ガイド』（エンターブレインムック、ISBN 978-4-04-734152-4）が発売されている。
元々ブラウザ版と『艦これ改』（以下、必要に応じて「コンシューマー版」）はほぼ同時進行で制作されており、プラットフォームをPS Vitaとすることも、最初の発表の1年以上前から想定されていた。
なお、先立って2013年9月9日に行われた「SCEJAカンファレンス2013」でのPS Vita新作紹介ムービーにおいて赤城の姿が登場しており、PS Vita版の開発が示唆されていた。
角川ゲームスが担当しているのは宣伝広報や営業面などであり、その他の開発などは全てブラウザ版を開発しているC2プレパラート（「艦これ」運営鎮守府）が担当している。

### ゲーム内容（コンシューマー版）
『艦これ改』はブラウザ版とは完全に独立した作品であり、ブラウザ版との機能の連動などは無い。当然ながら艦これアーケードとの連動も存在しない。
ゲームスタート時に乙・丙・丁の難易度から選択する。上位難易度の史・甲は、スタート時には選択できない。
ブラウザ版と同様の吹雪・叢雲・漣・電・五月雨の5隻に睦月・時雨・大潮の3隻を加えた駆逐艦艦娘8人から1人を選択する「CLASSICスタータ+」のほか、川内・神通・那珂の軽巡洋艦艦娘3人から1人を選択する「改スタータ」がある。コンシューマー版では、ブラウザ版の2015年秋イベント（2015年11月）時までに実装されている艦娘すべてが登場するのに加え、ブラウザ版に先行してアメリカ海軍のアイオワ級戦艦 Iowa が実装されている。ブラウザ版では最大4艦隊まで保有できるが、コンシューマー版では最大8艦隊まで保有可能となっている。行動はターン制である。
艦娘のグラフィックはブラウザ版と同じだが、Live2Dによって艦娘が動いたり表情が変化したりする。
定期的に輸送艦を狙った通商破壊が起きるほか、海域を奪い返そうとする深海棲艦の反攻作戦が発生する。本拠地である鎮守府海域の反攻作戦において、防衛に失敗するとゲームオーバーとなってしまう。ブラウザ版とは異なり、前述のゲームオーバーのほか、ゲームクリアとエンディングが存在する。

## アーケード版
セガ フェイブ（2020年3月までセガ・インタラクティブ、2020年4月から2024年3月まではセガ）から2016年4月26日からアーケードゲーム『艦これアーケード』が稼働開始した。稼働は当初は2015年夏頃とされていたが、2回の延期発表を経ての稼働開始となった。開発はセガ・インタラクティブ第二研究開発本部、ジャンルはトレーディングカードアーケードゲーム。2021年4月時点の最新版は「VERSION D」。

### ゲーム内容（アーケード版）
最大6隻まで艦娘カードを編成できる艦隊で、深海棲艦とリアルタイムバトルを行う。「ゲームポイント (GP) 制」を採用しており、クレジットを筐体に投入してGPを購入する。出撃には各海域に設定されたGPが必要になる。母港では1秒間に1GP消費される。
艦娘や敵深海棲艦、鎮守府内装などのグラフィックは3DCGで再現されている。ブラウザ版に存在する全ての艦娘が実装されているわけではないが、未実装艦娘はアップデートにより随時追加していくとしている。
海域に出撃すると作戦時間が表示され、敵の索敵範囲に接触すると戦闘が開始。制限時間以内にボス艦隊を撃破するとステージクリアとなる。
ブラウザ版から大きく異なる点として、轟沈から復活させる手段が存在する。轟沈しても、規定のGPを消費して轟沈前の状態に戻す「復活」、またはGPは消費しないが艦娘のレベルが下がるなどのペナルティを受けた状態での「復帰」が可能である。これら操作を行なわず「保留」とすることも可能で、その場合は前述の手段で「復活」「復帰」するまで轟沈した艦娘は操作できないが、「復活」「復帰」自体はいつでも行なうことができる。

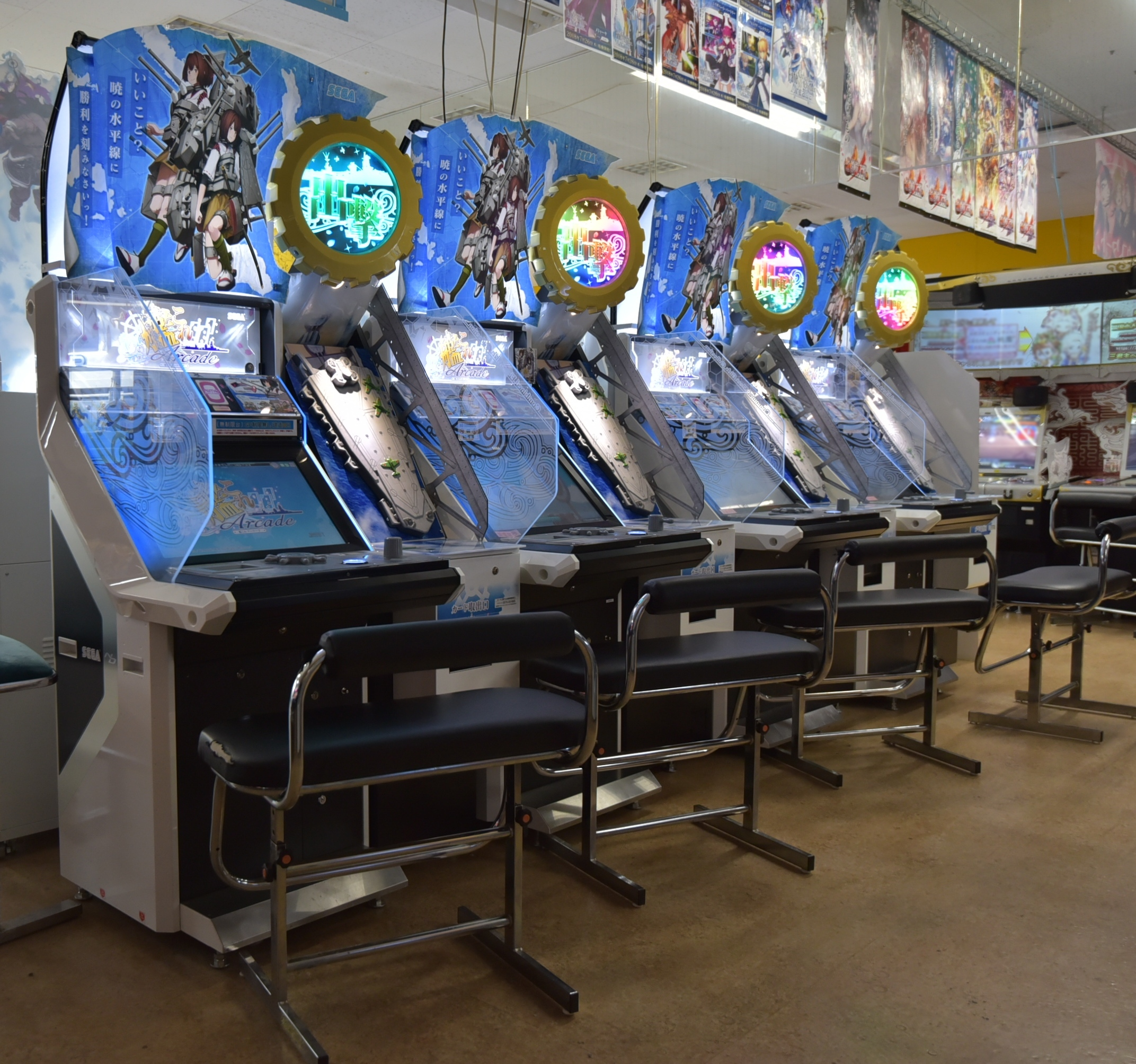
アーケードゲーム『艦これアーケード』（セガ）の筐体。操作パネルには、カードリーダー、操舵輪型コントローラ、船速レバー、発令ボタンなど、特徴ある入力・操作デバイスが並ぶ。

#### 母港での操作
「母港」画面では艦隊を編成や装備の開発、出撃する海域の選択を行なう。艦これアーケードにおける、戦闘を除いた場合のメイン画面である。
艦娘カード読み込み
筐体に設置されたカードリーダーに艦娘カードをセット後、「艦娘カード読み込み」ボタンを押すことでゲームに艦娘が読み込まれる。読み込まれた艦娘は「艦娘カード」画面に並ぶ。この操作を行なうことで、後述する「艦隊」や「入渠」などを行うことができるようになる。
システム上、ゲームに一度に読み込めるカードの数は最大で36枚となっている。同じ艦娘のカードを複数読み込ませることも出来るが、使用するAime・バナパスポート1枚に対して同じ艦娘は1隻しか所持できない。重複した2枚目以降の同一艦娘カードは、その艦娘の能力値が上昇するという効果に置き換えられる。
艦隊
ブラウザ版での「編成」に相当するが、艦これアーケードでは更に「補給」「改装（装備の変更）」も兼ねる。艦隊を編成したり、出撃から帰ってきた艦娘に補給を行なう。
装備の変更は、「艦隊」のほか「艦娘カード」画面から艦娘を選択することでも可能。
建造
ブラウザ版での「工廠（建造）」に相当する。資源と1クレジットを投入して艦娘を建造する。ブラウザ版とは異なり開発資材は不要（代わりにクレジットが必要）で、カードを印刷する時間のみで建造は終了する。建造された艦娘はカードとして筐体から排出される。
資源が不足している場合はGPを資源に変換して建造することもできる。
「大型艦建造」は2018年5月14日より実装予定。
改装設計図
Revision.5より実装。「建造」で艦娘カードを排出する代わりに、排出予定であった艦娘用の「改装設計図」に変換することができ（例：「吹雪」を変換した場合は「吹雪」用の改装設計図を入手できる）、艦娘ごとに設定された枚数の改装設計図を集めて消費することで、必ず「改」カードを獲得できる。ホロ付きの艦娘を変換した場合は一度に3枚入手できる。改装設計図には消費期限があり、入手日から5ヶ月間使用されなかった場合は消滅する。
開発
ブラウザ版での「工廠（開発）」に相当する。資源を投入して装備を開発する。開発資材は不要で、資源不足の場合はGPからの変換が可能。クレジットは不要。
第二開発
Revision.2から実装。ブラウザ版には無い、アーケード版独自の要素である。任務（後述）報酬で得た戦果ポイントを使用し開発する。通常の開発との違いは、開発するものを装備カテゴリ（主砲など）で絞ることができる点である。
入渠
ブラウザ版での「入渠」に相当する。資源を消費して、戦闘で傷ついた艦娘を修理する。ブラウザ版とは異なり入渠すれば即座に回復する。ブラウザ版では入渠時間短縮アイテムだった「修復材」は、本作では資源を消費せずに修理するためのアイテムになっている。
購入
ブラウザ版での「アイテム屋（家具屋さん）」に相当する。出撃時に拾ったりすることで得られる「家具コイン」を消費して、母港・執務室の調度品などを購入する。購入した家具は「模様替え」画面で変更する。
任務
Revision.2から実装。ブラウザ版での「任務」に相当する。任務を受諾し、遂行すると任務報酬が得られる。REVISION 2.1より報酬獲得時のGP消費が廃止。
Version Aで大淀らしき任務娘が登場するようになった。
出撃
ブラウザ版での「出撃（出撃）」に相当する。規定のGPを消費して戦闘海域に出撃する。海域での操作については次節で詳述する。
演習
単独演習
Version.Aより実装。旗艦に指定した艦娘のみで砲撃か雷撃の演習を行う。戦艦系艦娘は砲撃演習のみ参加できる。
仕様上、空母系の艦娘は単独演習に参加できない。
合同演習
Version.A Revision.1より実装。他店、もしくは店内のほかのプレイヤーと協力し、標的を打ち落とすことが目的である。
合同演習では、空母系の艦娘も参加できる。
全部で3段階あり、大まかな流れを説明する。
1. 標的群を撃破する。ドラム缶を撃破すると、誘爆できる。
2. 香取、または鹿島を含む標的群を撃破する。
3. 艦娘艦隊との模擬戦を行う。前の2段階の戦績により、ラインナップが変化する。

ケッコンカッコカリ
レベルが99に達した艦娘とケッコンカッコカリを行うことができる。行うためには、700円を支払う必要がある。ケッコンカッコカリを行うと、専用の艦娘カードが配出される。なお、ケッコンカッコカリを行ったカードはICカードと紐づけされているため、ほかの提督が使用することが一切できない。カード販売ショップも「ケッコンカッコカリを行った艦娘カードについては買取できません。」と注意を促している。
ブラウザ版にある近代化改修、改造、遠征は艦これアーケードには実装されていない。吹雪改、大井改二などの「改」「改二」カードは、建造もしくは海域ドロップでまれに入手可能。しかし、入手には以下の4つの条件のうちいずれかを満たす必要がある。
1. 出撃回数を増やして星を増やしてから、「改」、「改二」にしたい艦娘を艦隊に加えた状態で出撃し、艦娘カードを獲得する。「ノーマル」カードの星の数の多さで「改」、「改」カードの星の数の多さで「改二」カードの出る確率が上がる。
2. 出撃回数を増やして星を増やしてから、建造で改艦娘を狙う。編成の可否は問わない。「ノーマル」カードの星の数の多さで「改」、「改」カードの星の数の多さで「改二」カードの出る確率が上がる。
3. あらかじめ艦娘カードを獲得して読み込み、重複した艦娘を改装設計図に変換し、改装設計図を貯めてから改造を行う。星の数は関係ない。この場合、「改二」カードは排出されない。
4. 改装設計図を4枚もしくは8枚投入し、改造艦建造を行う。この場合、「改二」カードは排出されない。また、一部の艦娘は排出されない。（Revision.6より実装）。

#### 出撃時の操作方法
操舵輪型コントローラ・船速レバー・タッチ操作・発令ボタンにより艦隊を操作する。出撃中は画面右下に表示される「主砲」「副砲」「雷撃」「航空攻撃」および「索敵」のコマンドを選択し、発令ボタンで使用する。
出撃時は、まず第一に海域を移動・索敵して敵艦隊を発見することから始まる。各艦娘は個別に移動速度が設定され、旗艦の速度が随伴艦の速度より速い艦隊を組んでいる状態で速度を出しすぎていると、追いつけずに陣形を維持できなくなる場合がある。追いつけない艦娘が自艦隊のサークルから外れると艦隊から落伍し、その状態で会敵すると、落伍している艦娘は戦闘に参加できなくなる。会敵した後は、円形で表示される敵の攻撃サークルに自軍艦隊を入れないよう、操舵輪と船速レバーを使って方向・速度をコントロールしながら回避し、発令ボタンをタイミングよく押すことで敵艦隊に攻撃を加える。
索敵時、戦闘時ともに、船速レバーによって速度を上げると疲労が溜まりやすくなり、速度を落とすことである程度疲労が回復する。疲労が一定まで溜まると命中がダウンする。さらに疲労がピークに達するとオーバーヒート状態になり、船速が最低速度の「原速」しか出なくなる。
各海域の主力艦隊に対して「S勝利」をすると、その海域を次に選んだ際に、レア艦娘を獲得できるチャンスがある「追撃戦」に移行する。
索敵
海域を移動中に、艦載機による偵察を行う。索敵するには偵察機を装備した艦娘が必要となる。
索敵で潜水艦艦隊を発見すると潜航ゲージが表示され、ゲージが0になると潜航した扱いとなり逃げられる。
陣形
艦隊の陣形を変更する。
主砲
メイン装備。射程は艦種や装備している主砲の種類によって異なる。射程圏内に接近すると敵艦隊に照準マーカーが表示され、タイミングを狙って発令ボタンを押すと発射する。タイミングがずれると命中しないが、相手を挟むように着弾すると「夾叉弾」となり、次の攻撃が当てやすくなる。複数の艦娘が一斉砲撃を行うとダメージにボーナスが加算される。カットイン演出と共に追加ダメージを与える「SP砲撃」が発生することがある。なお、「SP砲撃」の発動確率は運が関わっており、雪風や時雨改二といった幸運艦は「SP砲撃」の発動確率が高くなる。ただし、敵艦のうち姫や鬼クラスだとSP砲撃が発動する場合もある。
副砲
戦艦と重巡洋艦および、装備に「副砲」を装備している艦娘が中距離まで接近すると使用可能。命中率・威力共に低いがゲージがある限り発令ボタン連打で連射可能（ゲージは時間回復）。敵が攻撃態勢に入っている（攻撃サークルが表示されている）状態で至近弾が発生した場合は、着弾までの時間を強制リセットさせることがある。また、命中せずとも相手の陣形を崩すことがある。
魚雷
駆逐艦、軽巡洋艦、重巡洋艦、重雷装巡洋艦が中距離まで接近すると使用可能。画面タッチで発射地点を指定し、発令ボタンを押すと発射され、指定地点まで一直線に進んでいく。威力が高いが速度は速くなく、誘導性も無いので相手の動きを読んで使用する必要がある。自艦隊の進行方向に発射すると命中率が下がる。1回の戦闘で2回まで発射できる。
潜水艦による魚雷攻撃は、開発が難航したこともあり、稼働から1年9ヶ月後の2018年2月1日に実装される。詳しい操作方法は後述する。
敵潜水艦隊は自身が潜航状態であれば雷撃による先制攻撃を仕掛けてくる。
航空攻撃
艦載機による攻撃を仕掛ける。通常の戦闘中のほか、海域移動中にも遠方の敵を攻撃することができるが、再攻撃までの準備時間が長く、艦載機の残数が0になると使用できなくなる。敵にとっても同じ条件であり、海域移動中には敵からの航空攻撃を受けることがある。海域移動中の場合、未索敵エリアに対して攻撃を行った場合は攻撃失敗となる。
爆雷・航空爆雷
対潜水艦隊戦で使用。画面をタッチすることでアクティブソナーを発動し潜水艦を索敵する。ソナーでの発見後は爆雷の射程範囲に合わせて爆雷を投下する。
甲標的
甲標的による雷撃を仕掛ける。タイミングよく魚雷と同時に目標到達すると、雷撃威力が増す。
弾着観測射撃（Revision.6より実装）
あらかじめ航空戦で航空優勢か制空権確保まで持っていった後に触接を行い、主砲2基と水上偵察機を装備している艦娘がいれば、一定の確率で発動し、昼戦で大ダメージを与えることができる。
対空カットイン（Ver.A Revision.2より実装）
敵が航空攻撃を行った際、対空カットインが発動すると、撃墜数によって被害を減らすことができる。
装備によって、撃墜する方法が違うため、概要を記す。
- 対空機銃カットイン：リロード時間はなく連射可能だが、遠くの航空機には当てにくい。
- 高角砲+高射装置カットイン：リロード時間はあるものの、的確に航空機を撃墜できる。
- 三式弾カットイン：戦艦系のみが発動可能。リロード時間は長いが、範囲に収まった航空機すべてを撃墜できる。

潜水艦の操作（Ver.A Revision.3より実装）
潜水艦は、水上艦と違った操作を要求されることなどから開発が難航した。通常は水中に潜ることから、水上艦の砲撃や雷撃の攻撃を一切受け付けない。敵を見つけたら潜水艦魚雷を発射する。レベルが一定以上だと、開幕雷撃を放つ。
敵と同様、ソナーで発見されると、爆雷によるダメージを受けることがあり、いざと言う時には急速潜航を行うことができる。ただし、急速潜航を行うと、一定時間後には水上に出なければならず、この間は砲撃や雷撃のダメージを受けてしまう。
複数の敵艦隊との会敵
アーケード版独自の要素としてREVISION 3から実装。航行中に複数の敵艦隊から捕捉され、会敵することがある。艦隊の目標選択は画面上に表示される「目標切替」ボタンをタッチする。現時点ではイベント、または特定海域のみで適用されるシステムで、ブラウザ版の連合艦隊とは異なる。
自軍と敵軍の位置取りには「同航戦」「反航戦」「T字有利」「T字不利」があり、それぞれ攻撃力・命中率の補正を受ける。
同航戦
双方とも同じ方向に進んでいる状態。双方攻撃力と命中率が上昇する。
反航戦
互いにすれ違う方向に進んでいる状態。双方命中率が低下する。
T字有利・T字不利
片方がもう片方の進路を遮って横切る場合、「T字」となる。遮る方は「T字有利」であり、攻撃力・命中率共に上昇する。逆に遮られた方は「T字不利」であり、攻撃力・命中率共に低下してしまう。

#### ブラウザ版との違い
- 本作独自のレアリティとして、通常のイラストにホログラム加工が施された「通常ホロ」と、中破したイラストにホログラム加工が施された「中破ホロ」が存在し、通常の艦娘カードを読み込んだ時とは異なる能力値となる。（以下、ここでは両者をまとめて「ホロ」と呼ぶ）。ホロカードの表面には特定の能力値が記載されており、通常ホロは火力・雷装・装甲・運の中からいずれかの能力が上昇、中破ホロは運が上昇し、かつ火力・雷装・装甲のいずれかの能力が上昇する。ただし、装甲値が低下するが運が上昇する効果もある。
  - Ver.A以前は通常ホロは運が上昇、中破ホロは装甲値が低下するが運が上昇する効果のみだった。
  - Ver.Aより、ノーマルカードでも、一定確率で能力値上昇効果を持つカードが配出されるようになった。
- 対潜水艦戦の航空爆雷に、正規空母に搭載された爆撃機も参加できる[269]。
- ブラウザ版と艦これ改は近代化改修やレベルアップによるステータス上昇に応じて星の数が増えるが、アーケードでは出撃回数が一定数に達すると星が一つ増える。
- 改になるとイラストが差し替えられる艦娘がいるが、龍驤・曙・漣・祥鳳はVersion.A時点においても差し替えられない。なお、春雨・朧はアップデートで差し替えが完了した。
- 「改」「改二」カードをデッキリーダーで読み込まなければ「改」ではない状態で出撃することも可能で、その場合でもレベルは共有される。改造により艦種が軽巡洋艦から重雷装巡洋艦になる北上と大井を軽巡洋艦として出撃することも可能。
- Rev2より各艦娘の船速が型毎に個別化された。白露型と秋月のように軽巡洋艦以下の船速に設定されたものも存在する。
- 戦闘中にクイックタイムイベントが発生することがある。被弾時にボタン連打で狙われた艦娘をほかの艦娘がかばう、操舵輪を左右どちらかに回して攻撃を回避するといったものである。
- 渦潮が存在しない。
- 夜戦突入判定の選択肢が、ブラウザ版では「追撃せず」「夜戦突入」の順だったが、アーケード版では「夜戦突入」「追撃せず」となり、左右が入れ替わった。
- 大破した艦娘がいる場合、ブラウザ版では特に警告はなかったが、アーケード版では警告が表示され、撤退を促す。
- 彩雲のT字不利軽減効果は、Revision.3までは特に発揮されなかったが、Revision.4で効果を発揮するようになった。ただし、ブラウザ版とは違い「T字不利を完全に防ぐ」ことはできない。
- 近代化改修がないため、まるゆを読み込んだ枚数に応じて艦娘全体の運を上昇する効果に変更されている。

## メディアミックス
公式に決まっている設定以外の性格や経緯などの詳細な設定は各作品ごとに違う（例：史実を踏まえる、提督が不在など）。

### 連載漫画
艦隊これくしょん -艦これ- 4コマコミック 吹雪、がんばります！
作画 - 桃井涼太
2013年4月23日から2021年4月まで、ウェブコミック配信サイト「ファミ通コミッククリア」で配信されていた4コマ漫画。単行本は全17巻。配信当初は毎月第1・第3金曜日に更新、2013年10月以降は毎週金曜日に更新、2018年6月以降は毎月第2金曜日に更新されている。
吹雪など駆逐艦の艦娘たちが学園に入学し、先輩の赤城や伊勢などから戦闘技術を学んでいったりする学園生活を送るストーリー。52・53話で「進水式カッコカリ」を行って以降は、吹雪も実戦に出るようになっているが、基本的に戦闘シーンはほとんど描写されず帰投後の煤こけた小破状態が描かれるのみである。
提督は存在しているが、登場時は体の一部が描かれる程度で、顔や容姿は判断できないように描写されている。
配信当初はサブタイトルはなく、ブラウザゲームと同じ『艦隊これくしょん -艦これ-』という題名だったが、単行本第1巻発売に際して題字が前述のものに変更されている。
1. 2013年12月26日初版発行（12月14日発売）、ISBN 978-4-04-729333-5
2. 2014年4月25日初版発行（4月14日発売）、ISBN 978-4-04-729640-4
3. 2014年8月22日初版発行（8月11日発売）、ISBN 978-4-04-729853-8
4. 2015年1月27日初版発行（1月15日発売）、ISBN 978-4-04-730144-3
5. 2015年5月27日初版発行（5月15日発売）、ISBN 978-4-04-730496-3
6. 2015年10月27日初版発行（10月15日発売）、ISBN 978-4-04-730777-3
7. 2016年3月26日初版発行（3月14日発売）、ISBN 978-4-04-734078-7
8. 2016年7月27日初版発行（7月15日発売）、ISBN 978-4-04-734282-8
9. 2017年1月26日初版発行（1月14日発売）、ISBN 978-4-04-734427-3
10. 2017年7月27日初版発行（7月15日発売）、ISBN 978-4-04-734696-3
11. 2018年1月15日初版発行（1月15日発売）、ISBN 978-4-04-734950-6
12. 2018年7月14日初版発行（7月14日発売）、ISBN 978-4-04-735208-7
13. 2019年1月15日初版発行（1月15日発売）、ISBN 978-4-04-735452-4
14. 2019年7月13日初版発行（7月13日発売）、ISBN 978-4-04-735738-9
15. 2020年2月15日初版発行（2月15日発売）、ISBN 978-4-04-736030-3
16. 2020年9月14日初版発行（9月14日発売）、ISBN 978-4-04-736238-3
17. 2021年7月15初版発行（7月15日発売）、ISBN 978-4-04-736700-5

艦これプレイ漫画 艦々日和
作画 - 水本正
2013年8月23日から2018年9月14日までファミ通.com運営のSNS「コミニー」で配信。毎週金曜日に更新されている。
水本のプレイを漫画にしたもので、提督に扮する水本と吹雪の二人で進行する。
1. 2014年4月3日初版発行（3月24日発売）、ISBN 978-4-04-729585-8
2. 2014年10月29日初版発行（10月17日発売）、ISBN 978-4-04-730011-8
3. 2015年4月1日初版発行（3月20日発売）、ISBN 978-4-04-730348-5
4. 2015年10月8日初版発行（9月26日発売）、ISBN 978-4-04-733055-9
5. 2016年3月16日初版発行（3月4日発売）、ISBN 978-4-04-733122-8
6. 2016年8月5日初版発行（同日発売）、ISBN 978-4-04-733172-3
7. 2017年3月3日初版発行（同日発売）、ISBN 978-4-04-733229-4
8. 2017年9月29日初版発行（同日発売）、ISBN 978-4-04-733280-5
9. 2018年3月2日発売、ISBN 978-4-04-733315-4
10. 2018年9月28日発売、ISBN 978-4-04-733351-2
11. 2018年10月26日発売、ISBN 978-4-04-733354-3

艦隊これくしょん -艦これ- いつか静かな海で
作画 - さいとー栄 / 原作 - 田中謙介 / 協力 - C2機関
KADOKAWA メディアファクトリーの漫画雑誌『月刊コミックアライブ』2013年12月号（10月26日発売）から2016年8月号（6月26日発売）まで連載していた。単行本は全3巻。
当初は一話完結の体裁を取っていたが連載中期からは前後編の形式に改められた。エピソードのラストに主役として登場した艦娘の名を受け継ぐ自衛艦が紹介される。提督は登場しない。
2016年8月号掲載の第19話では「次回登場をお楽しみに!」と記載されていたが以降の雑誌掲載はなく、最終話（エピローグ）は最終巻となる第3巻に描き下ろされている。
1. 2014年3月31日初版発行（3月22日発売）、通常版 ISBN 978-4-04-066295-4 / 特装版 ISBN 978-4-04-066291-6
2. 2014年12月31日初版発行（12月22日発売）、ISBN 978-4-04-067224-3
3. 2017年2月28日初版発行（2月23日発売）、ISBN 978-4-04-068259-4

艦隊これくしょん -艦これ- side：金剛
作画 - SASAYUKi / 原作 - 「艦これ」運営鎮守府
KADOKAWA 角川書店の雑誌『コンプティーク』2013年12月号（11月9日発売）から2014年5月号（4月10日発売）まで連載。2014年11月号の巻末にて編集部の都合による連載終了が告知された。単行本は全1巻（第6話まで収録）。以降の話は公式には発表されていないが、作画のSASAYUKiのツイッター上でコンテの一部が公開されている。
金剛を主人公とし、バトルやサービスシーンのある原作ゲームの艦隊戦を意識したコミカライズ作品となっている。副官はいるが提督は不在（電話越しに姿のみ見せている）。
第1巻の限定版にはドラマCD「比叡、カレーを作る」が付属。登場艦娘は金剛、比叡、榛名、霧島、摩耶、鳥海、高雄、愛宕（東山奈央による一人8役）。このドラマCDは、2015年1月発売のムック『艦これジャーナル 艦娘たちのお正月』に再録されている。
1. 通常版 2014年6月10日初版・発売、ISBN 978-4-04-101534-6 / 限定版 2014年5月26日初版発行・発売、ISBN 978-4-04-121002-4

艦隊これくしょん -艦これ- 水雷戦隊クロニクル
漫画 - 深山靖宙 / 原作 -「艦これ」運営鎮守府
KADOKAWA 角川書店の漫画雑誌『月刊コンプエース』2014年1月号（2013年11月26日発売）から2016年11月号（2016年9月26日発売）まで連載。単行本は全3巻。
第六駆逐隊（暁・響・雷・電）が主役で、天龍、龍田や大淀などが登場する。提督の秘書官は龍田が務めているが、提督は不在。
単行本掲載の4コマ漫画は望生ゆうが担当。
第1巻の限定版にはドラマCD「暁の夢」が付属。登場艦娘は、暁、響 / Верный、雷、電、最上、鳳翔（洲崎綾による一人6役）、千歳、千代田、満潮、朝潮（宮川若菜による一人4役）。
1. 通常版 2014年6月26日初版発行・発売、ISBN 978-4-04-101533-9 / 限定版 2014年6月10日初版発行・発売、ISBN 978-4-04-121001-7
2. 2015年7月10日初版発行・発売、ISBN 978-4-04-102920-6
3. 2016年11月26日初版発行・発売、ISBN 978-4-04-105088-0

艦これなのです！ 艦隊これくしょん -艦これ-
作画 - 七六 / 原作 - 「艦これ」運営鎮守府
KADOKAWA 富士見書房の電子書籍雑誌『エイジプレミアム』2014年1月号（2013年12月9日配信）から2014年5月号（2014年4月9日配信）にかけて連載された。単行本は全1巻。
電を主人公とした、第六駆逐隊メインのコミカライズ作品。
連載当初は『艦これなのです！ 艦隊これくしょん』の題名だったが、単行本では前述のものに変更されている。
単行本には、戦史研究家小高正稔による史実の第六駆逐隊についてのコラムが掲載されている。
1. 2014年5月9日初版発行・発売、ISBN 978-4-04-070106-6

艦隊これくしょん -艦これ- 島風 つむじ風の少女
作画 - 山崎かずま  / シナリオ - 山崎かずま、兵部円（円伎堂）→山崎かずま・横島かなめ / 協力 - 「艦これ」運営鎮守府
KADOKAWA アスキー・メディアワークスの漫画雑誌『電撃マオウ』2014年2月号から2016年4月号まで連載。
主人公は提督補佐として舞鶴鎮守府に赴任した少尉・赤井誠一郎。鎮守府の問題児・島風と誠一郎の交流を描く。
提督が明確に個性ある一キャラクターとして描写されている。
1. 通常版 2014年11月27日初版発行・発売、ISBN 978-4-04-866590-2 / 限定版 2014年10月27日発売、ISBN 978-4-04-866612-1
2. 2015年6月27日初版発行・発売、ISBN 978-4-04-869235-9
3. 2016年3月26日初版発行・発売、ISBN 978-4-04-865727-3

ゆる艦〜女提督プレイ日記〜
漫画 - 湧井想太、シナリオ - 仁藤砂雨
ウェブコミック配信サイト「ComicWalker」にて、2014年3月22日より連載開始、2014年10月20日掲載の第8話以降休載。 2014年11月20日に第9話が掲載延期になることがComicWalker編集部、および作者のブログにて告知された。長らく第9話は発表されなかったが、2017年2月3日に湧井のツイッターアカウント上にて掲載がなされた（ComicWalkerでの掲載はない）。全9話。
作者の湧井が「提督」として登場し『艦これ』をプレイする。初心者向けにゲームの内容を紹介する構成となっている。
艦隊これくしょん -艦これ- 止まり木の鎮守府
漫画 - ヒロイチ  / 協力・監修 - 「艦これ」運営鎮守府
KADOKAWA アスキー・メディアワークスの漫画雑誌『月刊コミック電撃大王』2014年7月号（5月27日発売）から同年12月号まで連載、以降は同社刊『電撃マオウ』に掲載誌を移して2015年2月号から2017年8月号まで連載された。
鈴谷と熊野を主役とした、深海棲艦との戦闘がない鎮守府での日常を描いた作品。
電撃大王掲載時には短編漫画『電撃大王鎮守府戦記』（漫画 - 唯野影吉）も併せて掲載され、単行本にも『止まり木の鎮守府 回顧録』に改題して併録。『電撃マオウ』移籍後も同タイトルで連載された。
第3巻は限定版が先行発売され、ドラマCDが付属。登場艦娘は、鈴谷、熊野（ブリドカットセーラ恵美による一人2役）。遅れて通常版が発売された。
1. 2014年12月20日初版発行・発売、ISBN 978-4-04-866985-6
2. 2015年7月27日初版発行・発売、ISBN 978-4-04-865233-9
3. 2016年9月24日発行・発売（通常版）ISBN 978-4-04-865729-7 / 2016年8月27日初版発行・発売（限定版）、ISBN 978-4-04-865788-4
4. 2017年1月27日発行・発売、ISBN 978-4-04-892507-5
5. 2017年8月26日発行・発売、ISBN 978-4-04-893243-1

艦隊これくしょん -艦これ- おねがい!鎮守府目安箱
漫画 - 種十号 / 協力 - 「艦これ」運営鎮守府
KADOKAWA アスキー・メディアワークスの漫画雑誌『電撃マオウ』2016年8月号（6月27日発売）から2021年12月号（10月27日発売）まで連載。
ある日、鎮守府に目安箱が設置され、投書した艦娘が派遣者と共に問題を解決しようとする…という内容の1話完結型ギャグ漫画。
1. 2017年3月27日初版発行・発売、ISBN 978-4-04-892792-5
2. 2018年2月26日初版発行・発売、ISBN 978-4-04-893601-9
3. 2018年12月27日初版発行・発売、ISBN 978-4-04-893823-5
4. 2019年10月25日初版発行・発売、ISBN 978-4-04-912846-8
5. 2020年8月26日初版発行・発売、ISBN 978-4-04-913177-2
6. 2021年3月27日初版発行・発売、ISBN 978-4-04-913302-8
7. 2022年1月27日初版発行・発売、ISBN 978-4-04-914116-0

艦隊これくしょん -艦これ- 水平線の、文月
漫画 - ななてる / 原作 - 「艦これ」運営鎮守府
KADOKAWA 角川書店の雑誌『コンプティーク』2018年5月号（4月10日発売）にプロローグが掲載され、同年6月号（5月10日発売）から連載開始され2019年12月号まで。
文月を主役に、第22駆逐隊を中心とした漫画である。
1. 2018年12月10日初版発行・発売、ISBN 978-4-04-107470-1
2. 2019年7月10日初版発行・発売、ISBN 978-4-04-108346-8
3. 2020年2月10日初版発行・発売、ISBN 978-4-04-109093-0

艦隊これくしょん -艦これ- お役立ち!鎮守府調査隊
漫画 - ノブヨシ侍 / 協力 - 「艦これ」運営鎮守府
ウェブコミック配信サイト「ComicWalker」にて、2018年4月12日から2020年7月16日まで連載された。
1. 2018年12月15日初版発行・発売、ISBN 978-4-04-735317-6
2. 2019年10月15日初版発行・発売、ISBN 978-4-04-735820-1
3. 2020年9月14日初版発行・発売、ISBN 978-4-04-736250-5

艦隊これくしょん -艦これ- 今宵もサルーテ！
漫画 - 森永ミキ / 原作 - 「艦これ」運営鎮守府 / 協力 - C2機関
KADOKAWAの雑誌『コンプティーク』2018年12月号（11月10日発売）から連載開始。
サルーテ(Slute)はイタリア語で「乾杯」の意味。このため、海外艦が主役となっている。
1. 2019年7月10日初版発行・発売、ISBN 978-4-04-108227-0
2. 2020年2月10日初版発行・発売、ISBN 978-4-04-109091-6
3. 2020年9月10日初版発行・発売、ISBN 978-4-04-110507-8
4. 2021年4月26日初版発行・発売、ISBN 978-4-04-111196-3

艦隊これくしょん -艦これ- 海色のアルトサックス
漫画 - 柚木ガオ / 原作 - 「艦これ」運営鎮守府 / 協力 - 「艦これ」運営鎮守府
KADOKAWAの雑誌『週刊ファミ通』2020年1月9･16･23日合併号（2019年12月26日発売）から2024年1月4日号まで連載された。
1. 2020年11月10日初版発行・発売、ISBN 978-4-04-733498-4
2. 2021年8月26日初版発行・発売、ISBN 978-4-04-733559-2
3. 2022年12月9日発売、ISBN 978-4-04-733647-6
4. 2024年6月25日発売、ISBN 978-4-04-733740-4

これ以外に、ファミ通コミッククリアで配信されている公式情報漫画『発令！鎮守府通信』（作画 - 原田将太郎、2013年7月9日から不定期掲載）などがある。ほかに、ComicWalkerで『艦隊これくしょん -艦これ- ブラックオーダー（仮）』（作画 - 田口央斗）の連載が予告されていたが、中止になっている。

### アンソロジーコミック
艦隊これくしょん -艦これ- アンソロジーコミック 横須賀鎮守府編
ファミ通クリアコミックスレーベル（KADOKAWA エンターブレイン）より発売。『艦これ』のアンソロジーコミックの中では最初に発売開始されたシリーズ。
すべての巻の表紙には必ず那珂が描かれていることも特徴の一つである。
23巻から大判に変更された。
1. 2013年9月26日初版発行（9月14日発売）、ISBN 978-4-04-729134-8
2. 2013年11月27日初版発行（11月15日発売）、ISBN 978-4-04-729283-3
3. 2014年1月24日初版発行（1月14日発売）、ISBN 978-4-04-729410-3
4. 2014年3月27日初版発行（3月15日発売）、ISBN 978-4-04-729545-2
5. 2014年5月27日初版発行（5月15日発売）、ISBN 978-4-04-729685-5
6. 2014年7月25日初版発行（7月15日発売）、ISBN 978-4-04-729776-0
7. 2014年9月25日初版発行（9月13日発売）、ISBN 978-4-04-729902-3
8. 2014年11月27日初版発行（11月15日発売）、ISBN 978-4-04-730060-6
9. 2015年3月26日初版発行（3月14日発売）、ISBN 978-4-04-730279-2
10. 2015年6月26日初版発行（6月15日発売）、ISBN 978-4-04-730554-0
11. 2015年9月25日初版発行（9月14日発売）、ISBN 978-4-04-730717-9
12. 2015年12月25日初版発行（12月14日発売）、ISBN 978-4-04-730865-7
13. 2016年3月25日初版発行（3月14日発売）、ISBN 978-4-04-734079-4
14. 2016年6月26日初版発行（6月15日発売）、ISBN 978-4-04-734193-7
15. 2015年9月25日初版発行（9月15日発売）、ISBN 978-4-04-734293-4
16. 2017年1月25日初版発行（1月14日発売）、ISBN 978-4-04-734356-6
17. 2017年5月25日初版発行（5月15日発売）、ISBN 978-4-04-734596-6
18. 2017年9月25日初版発行（9月15日発売）、ISBN 978-4-04-734761-8
19. 2018年1月15日初版発行（1月15日発売）、ISBN 978-4-04-734951-3
20. 2018年5月15日初版発行（5月15日発売）、ISBN 978-4-04-735122-6
21. 2018年9月15日初版発行（9月15日発売）、ISBN 978-4-04-735285-8
22. 2019年1月15日初版発行（1月15日発売）、ISBN 978-4-04-735453-1
23. 2019年7月13日初版発行（7月13日発売）、ISBN 978-4-04-735691-7

艦隊これくしょん -艦これ- コミックアンソロジー 呉鎮守府編
DNAコミックスレーベル（一迅社）より発売。アンソロジーコミックの中では唯一、KADOKAWA以外の企業から発売されている。
1. 2013年11月5日初版発行（10月25日発売）、ISBN 978-4-75-800783-2

艦隊これくしょん -艦これ- 電撃コミックアンソロジー 佐世保鎮守府編
電撃コミックスNEXTレーベル（KADOKAWA アスキー・メディアワークス）より発売。
必ず坂崎ふれでぃ、またはチャーリーにしなかと中島零による艦船講座が掲載されている。
20巻から大判に変更された。
1. 2013年11月26日初版発行（同日発売）、ISBN 978-4-04-866186-7
2. 2014年1月27日初版発行（同日発売）、ISBN 978-4-04-866342-7
3. 2014年4月26日初版発行（同日発売）、ISBN 978-4-04-866497-4
4. 2014年7月26日初版発行（同日発売）、ISBN 978-4-04-866721-0
5. 2014年10月27日初版発行（同日発売）、ISBN 978-4-04-866917-7
6. 2015年1月27日初版発行（同日発売）、ISBN 978-4-04-869158-1
7. 2015年4月27日初版発行（同日発売）、ISBN 978-4-04-865111-0
8. 2015年7月27日初版発行（同日発売）、ISBN 978-4-04-865232-2
9. 2015年10月27日初版発行（同日発売）、ISBN 978-4-04-865553-8
10. 2016年1月27日初版発行（同日発売）、ISBN 978-4-04-865698-6
11. 2016年4月27日初版発行（同日発売）、ISBN 978-4-04-865924-6
12. 2016年7月27日初版発行（同日発売）、ISBN 978-4-04-892199-2
13. 2016年11月26日初版発行（同日発売）、ISBN 978-4-04-892558-7
14. 2017年7月27日初版発行（同日発売）、ISBN 978-4-04-893256-1
15. 2017年11月27日初版発行（同日発売）、ISBN 978-4-04-893471-8
16. 2018年3月27日初版発行（同日発売）、ISBN 978-4-04-893676-7
17. 2018年7月27日初版発行（同日発売）、ISBN 978-4-04-893819-8
18. 2018年11月27日初版発行（同日発売）、ISBN 978-4-04-912194-0
19. 2019年3月23日初版発行（同日発売）、ISBN 978-4-04-912448-4
20. 2019年10月25日初版発行（同日発売）、ISBN 978-4-04-912720-1
21. 2020年3月26日初版発行（同日発売）、ISBN 978-4-04-913048-5

艦隊これくしょん -艦これ- コミックアラカルト 舞鶴鎮守府編
カドカワコミックス・エースレーベル（KADOKAWA 角川書店）より発売。第1巻から第4巻までは「コンプティーク編集部 編」と記載されているが、第5巻以降では無くなっている。
第20巻から大判に変更された。
1. 壱 2013年11月26日初版発行・発売、ISBN 978-4-04-120971-4
2. 弐 2013年12月10日初版発行（12月6日発売）、ISBN 978-4-04-120989-9
3. 参 2014年2月26日初版発行・発売、ISBN 978-4-04-121019-2
4. 四 2014年4月26日初版発行・発売、ISBN 978-4-04-121125-0
5. 伍 2014年8月9日初版発行・発売、ISBN 978-4-04-101684-8
6. 六 2014年11月10日初版発行・発売、ISBN 978-4-04-101685-5
7. 七 2015年3月10日初版発行・発売、ISBN 978-4-04-102467-6
8. 八 2015年7月10日初版発行・発売、ISBN 978-4-04-103139-1
9. 九 2015年11月10日初版発行・発売、ISBN 978-4-04-103592-4
10. 十 2016年2月26日初版発行・発売、ISBN 978-4-04-103866-6
11. 十一 2016年5月10日初版発行・発売、ISBN 978-4-04-104170-3
12. 十二 2016年8月10日初版発行・発売、ISBN 978-4-04-104529-9
13. 十三 2016年12月10日初版発行・発売、ISBN 978-4-04-104872-6
14. 十四 2017年4月24日初版発行・発売、ISBN 978-4-04-105559-5
15. 十五 2017年8月10日初版発行・発売、ISBN 978-4-04-105903-6
16. 十六 2017年12月9日初版発行・発売、ISBN 978-4-04-106306-4
17. 十七 2018年4月26日初版発行・発売、ISBN 978-4-04-106833-5
18. 十八 2018年8月10日初版発行・発売、ISBN 978-4-04-107300-1
19. 十九 2018年12月10日初版発行・発売、ISBN 978-4-04-107606-4
20. 二十 2019年8月24日初版発行・発売、ISBN 978-4-04-108508-0
21. 二十一 2021年4月23日初版発行・発売、ISBN 978-4-04-108509-7

艦隊これくしょん -艦これ- アンソロジーコミック 女子だって艦これが好き！
ファミ通クリアコミックスレーベル（KADOKAWA エンターブレイン）より発売。執筆陣は全員女性で、内容は少女漫画である。
- 2015年3月11日初版発行（2月27日発売）、ISBN 978-4-04-730287-7

艦隊これくしょん -艦これ- ケッコンカッコカリアンソロジー
電撃コミックスNEXTレーベル（KADOKAWA アスキー・メディアワークス）より発売。編集は少女漫画雑誌「シルフ」編集部が担当し、執筆陣は全員が女性である。全体のテーマが決まっており、ブラウザゲームにあるイベント「ケッコンカッコカリ」を題材に提督と艦娘の絆を描く。
1. 2015年2月27日初版発行・発売、ISBN 978-4-04-869279-3
2. 2015年12月19日初版発行・発売、ISBN 978-4-04-865603-0
3. 2017年2月27日初版発行・発売、ISBN 978-4-04-892776-5

### 小説
艦隊これくしょん -艦これ- 鶴翼の絆
原作 - 「艦これ」運営鎮守府 / 著者 - 内田弘樹 / イラスト - 魔太郎
KADOKAWA 富士見書房のライトノベル雑誌『ドラゴンマガジン』2014年1月号より連載開始。単行本は富士見ファンタジア文庫より発売。単行本第1巻収録分は第1章までが雑誌掲載され、以降は書籍化に際しての書き下ろし。全6巻。雑誌に掲載されたが単行本には未収録の「外伝」が数作ある。
主人公は瑞鶴。「史実上の艦船の転生体」である艦娘が、深海棲艦の脅威に晒される異世界で、過去の大戦のトラウマに囚われながらもそれを乗り越えて自身の存在意義を掴もうとする姿を描く。
1. 2014年2月25日初版発行（2月20日発売）、ISBN 978-4-04-070032-8
2. 2014年6月25日初版発行（6月20日発売）、ISBN 978-4-04-070210-0
3. 2014年10月25日初版発行（10月18日発売）、ISBN 978-4-04-070360-2
4. 2015年2月25日初版発行（2月20日発売）、ISBN 978-4-04-070358-9
5. 2015年7月25日初版発行（7月15日発売）、ISBN 978-4-04-070641-2
6. 2016年3月25日初版発行（3月19日発売）、ISBN 978-4-04-070642-9

艦隊これくしょん -艦これ- 陽炎、抜錨します！
著者 - 築地俊彦 / イラスト - NOCO
ファミ通文庫（KADOKAWA エンターブレイン）より発売。書き下ろし。全7巻。
主人公は呉鎮守府から横須賀鎮守府に異動した陽炎で、新設の第十四駆逐隊の嚮導艦となった陽炎と鎮守府の落ちこぼれの曙、長月、皐月、潮、霰らとの出会いから訓練を経て深海棲艦との対峙する物語を描く。
本作における艦娘は「過去の大戦で沈んだ艦船の力と意思をフィードバックされた人間の少女」と設定されており、他メディアミックスに比べて一人の「人間」としての艦娘たちの心情描写や人間関係にドラマの比重が置かれている。また、解体や改造などブラウザゲームの各種システムが、詳細を肉付けされて作中設定に組み込まれている。
1. 2013年12月12日初版発行（11月30日発売）、ISBN 978-4-04-729266-6
2. 2014年3月12日初版発行（2月28日発売）、ISBN 978-4-04-729461-5
3. 2014年8月11日初版発行（7月30日発売）、通常版 ISBN 978-4-04-729768-5 / 特装版 ISBN 978-4-04-729769-2
4. 2015年1月7日初版発行（2014年12月26日発売）、通常版 ISBN 978-4-04-730112-2 / 特装版 ISBN 978-4-04-730113-9
5. 2015年4月10日初版発行（3月30日発売）、通常版 ISBN 978-4-04-730307-2 / 特装版 ISBN 978-4-04-730306-5
6. 2015年9月10日初版発行（8月29日発売）、ISBN 978-4-04-730652-3
7. 2016年1月7日初版発行（2015年12月26日発売）、通常版 ISBN 978-4-04-730855-8 / 特装版 ISBN 978-4-04-730856-5

艦隊これくしょん -艦これ- とある鎮守府の一日
原作 - 角川ゲームス / 著者 - 椎出啓、鷹見一幸、銅大 / イラスト - こるり
KADOKAWA 角川書店の情報雑誌『コンプティーク』2014年1月号から8月号まで連載。単行本は角川スニーカー文庫より発売。後述する小説『一航戦、出ます！』と設定・世界観を共有している。全2巻。
鎮守府にて起こる艦娘たちの日常話のオムニバスストーリー。提督は鎮守府において唯一の男性で、艦娘が出撃する際は埠頭において一人ひとり見送りしている。
1. 2014年6月1日初版発行・発売、ISBN 978-4-04-101524-7
2. 2014年11月1日初版発行（10月31日発売）、ISBN 978-4-04-102271-9

艦隊これくしょん ‐艦これ‐ 一航戦、出ます！
著者 - 鷹見一幸 / イラスト - GUNP / 協力 - 「艦これ」運営鎮守府
書き下ろし。角川スニーカー文庫より発売。前述した小説『とある鎮守府の一日』と同じ設定・世界観であるが、こちらは日常話ではなく戦記小説になっている。全3巻。
主人公は赤城と加賀。提督の資源管理や提督着任当初の苦悩も描かれている。第1巻では鎮守府海域と南西諸島海域の安定化に成功しつつあったが、深海棲艦の南方海域での活発化によりサーモン諸島海域へ出撃することになり、深海棲艦の司令格である泊地空母姫を撃滅するため、鎮守府総出で資源確保などの準備にとりかかるところから話が始まる。
第1巻には本作オリジナルの深海棲艦として「泊地空母姫」が登場するが、泊地空母姫のイラストは無い。
1. 2014年2月1日初版発行・発売、ISBN 978-4-04-101198-0
2. 2014年7月1日初版発行（6月28日発売）、ISBN 978-4-04-101523-0
3. 2014年12月1日初版発行（11月29日発売）、ISBN 978-4-04-102441-6

艦隊これくしょん ‐艦これ‐ 瑞の海、鳳の空
著者 - むらさきゆきや / イラスト - 有河サトル / 協力 - 「艦これ」運営鎮守府
角川スニーカー文庫より発売。全3巻。
新たに鎮守府に着任した提督と、瑞鳳をヒロイン格としたラブコメディ。
1. 2015年2月1日初版発行・発売、ISBN 978-4-04-102762-2
2. 2015年7月1日初版発行・発売、ISBN 978-4-04-103111-7
3. 2016年1月1日初版発行・発売、ISBN 978-4-04-103112-4

### ファンブック・その他書籍
艦隊これくしょん -艦これ- 鎮守府生活のすゝめ
KADOKAWA エンターブレインよりエンターブレインムックとして発売されている。エンターブレイン編集部編、初心者向けの基本動作の解説やアンソロジーコミックの他、複数のイラストレーターによるトリビュートイラストやイラストコラム、開発スタッフによるインタビューが収録されている。
1. Vol.1 2013年10月14日初版発行（9月30日発売）、ISBN 978-4-04-729233-8
2. Vol.2 2013年12月20日初版発行（12月6日発売）、ISBN 978-4-04-729383-0
3. Vol.3 2014年5月12日初版発行（4月28日発売）、ISBN 978-4-04-729648-0
4. Vol.4 2014年10月10日初版発行（9月26日発売）、ISBN 978-4-04-729953-5
5. Vol.5 2015年1月7日初版発行（2014年12月24日発売）、ISBN 978-4-04-730202-0
6. Vol.6 2015年5月16日初版発行（5月2日発売）、ISBN 978-4-04-730553-3

艦これ白書 -艦隊これくしょん オフィシャルブック-
KADOKAWA 角川マガジンズより発売、角川マガジンズ編集。
初版には多くの誤植や艦船写真の間違いがあったため、角川マガジンズは2013年10月17日と同年10月22日の二度にわたり、一部正誤表を発表している。2014年1月には、購入者に特別小冊子を配布することで対応すると告知された（2014年2月14日まで）。
- 2013年10月30日初版発行（10月18日発売）、ISBN 978-4-04731875-5

対深海棲艦 ファミマ艦隊 作戦要網
ファミマ・ドット・コムから発行、発売。流通が、ファミマ・ドット・コムの親会社でコンビニエンスストアチェーンのファミリーマートに限定されている。
- 2013年12月13日発行（12月18日発売）、ISBN 978-4-907292-12-6

日本海軍「艦これ」公式作戦記録
宝島社TJムックから発売。執筆者に内田弘樹などがいる。
太平洋戦争での主な海戦を時系列に沿って、その海戦に関わる艦船に対応する艦娘を絡めて紹介している。「艦これ」と銘打ち艦娘も登場しているが、史実の太平洋戦争の記録史・戦史入門書である。
- 2014年3月25日初版発行（2月25日発売）、ISBN 978-4-8002-2332-6

艦これ ピクトリアルモデリングガイド 『艦これ』提督のための艦船模型ガイドブック
大日本絵画より発売、同社モデルグラフィックス・ネイビーヤード編集部編。
『艦これ』に登場する艦娘の元となった艦船の模型を紹介している。
1. 2014年5月18日初版発行（4月23日発売）、ISBN 978-4-499-23128-2
2. 2015年8月9日初版発行（7月14日発売）、ISBN 978-4-499-23161-9
3. 2016年11月26日初版発行（10月31日発売）、ISBN 978-4-499-23197-8

艦隊これくしょん‐艦これ‐ 艦娘型録
KADOKAWA 角川書店より発売、コンプティーク編集部編。
1巻は「すべての提督におくる「艦これ」1周年の航跡」と称し、『艦これ』開始から1周年（2014年4月）までに登場した艦娘のイラストやパラメータ、史実上の同名の艦の活躍などを収録している。
2巻は当初2016年7月10日に発売予定だったが、2度発売が延期されたことが編集部で告知され、同年10月5日に発売された。『艦これ』開始から3周年（2016年4月）までに登場した艦娘のイラストやパラメータ、史実上の同名の艦の活躍などを収録している。
1. 2014年6月10日初版発行・発売、ISBN 978-4-04-110634-1
  - 携行型 2015年6月20日発売、ISBN 978-4-04-103231-2

2. 2016年10月5日初版発行・発売、ISBN 978-4-04-103762-1

艦隊これくしょん‐艦これ‐ 提督@報告書
KADOKAWA エンターブレインムック。
- 2014年12月26日発行（12月12日発売）、ISBN 978-4-04-730129-0
- Vol.1.5 作戦手引書 2015年4月14日発行（3月31日発売）、ISBN 978-4-04-730457-4

艦これジャーナル 艦娘たちのお正月
KADOKAWA 角川書店より発売。
公式イラストレーターの描き下ろしイラストや、メディアミックス作品からのカラーイラストなどを収録。
付録のCDには、『艦隊これくしょん -艦これ- side：金剛』単行本限定版に収録されていたドラマCD「比叡、カレーを作る」が再録されている。
- 2015年1月1日初版発行・発売、ISBN 978-4-04-102809-4

艦隊これくしょん -艦これ- 建造計画報告書
KADOKAWA アスキー・メディアワークスより発売。電撃ホビーマガジン編集部編。
- 2015年5月25日初版発行・発売、ISBN 978-4-04-869380-6

艦隊これくしょん -艦これ- 艦娘イラストコラム
KADOKAWA エンターブレインより発売。
ファミ通.com運営のSNS「コミニー」で配信されているイラストコラム『艦娘及ビ艦船大図鑑』（2013年9月11日から毎週水曜日更新、作画は複数のイラストレーターが掛け持ち）を書籍化したもの。
- 2015年6月10日初版発行（5月29日発売）、ISBN 978-4-04-733023-8

「艦これ」バトルメモリアル ビジュアルブック
KADOKAWA アスキー・メディアワークスより発売、電撃萌王編集部編。
電撃萌王連載の「艦隊バトルメモリアル」で掲載されたイラストなどを収録。
- 2015年7月31日初版発行・発売、ISBN 978-4-04-869075-1

艦これスタイル
- 壱 2016年1月29日発売、ISBN 978-4-04-730897-8
- 弐 2016年7月28日発売、ISBN 978-4-04-727826-4
- 参 2016年12月14日発売、ISBN 978-4-04-105251-8
- 肆 2017年4月24日発売、ISBN 978-4-04-105670-7

追想 -「艦これ」艦娘と振り返る-
KADOKAWA 角川文庫より発売。艦娘の元となった艦船の歴史を振り返る書籍ということもあり、藤川描き下ろしの大淀が案内する。
- 2016年6月18日発売、ISBN 978-4-04-102619-9

無良崇人フォトブック MURA
新書館より発売。艦これ公式で設定した実写キャラクター「無良提督」ことフィギュアスケーター・無良崇人とのコラボ写真集。
- 2018年12月22日発売、ISBN 978-4-40-331129-1

写真集 艦娘遊撃隊
角川アーキテクチャより発売。C2機関監修の実写モデル達による写真集（JANコード扱い）。
- 壱『-「霧島」「明石」「春雨」-』 2020年4月28日発売、JAN 4573477881701
- 弐『-「加賀」「榛名」「大淀」「夕立」-』 2020年10月20日発売、JAN 4573477881732

### テーブルトークRPG
KADOKAWA 富士見書房から、テーブルトークRPG『艦隊これくしょん -艦これ- 艦これRPG』が発表されている。プレイヤーは「艦娘」を操作する立場となり、「提督」となるゲームマスターのもと、ゲームを進行する。
ルールブックはB6版の書籍として販売されている。富士見書房はウェブサイト「富士見書房公式 TRPG ONLINE」にて「富士見鎮守府「艦これRPG」広報室」というページを開設し、『艦これRPG』のサポートを行なっている。
基本ルールブック
著者 - 河嶋陶一朗、冒険企画局 / カバーイラスト - ヒライユキオ
- 『艦隊これくしょん -艦これ- 艦これRPG 着任ノ書』 2014年3月25日初版発行（3月17日発売）、ISBN 978-4-04-070077-9

拡張ルールブック（サプリメント）
- 『艦隊これくしょん -艦これ- 艦これRPG 建造ノ書』
  1. 壱 2014年4月25日初版発行（4月19日発売）、ISBN 978-4-04-070101-1
  2. 弐 2014年6月25日初版発行（6月20日発売）、ISBN 978-4-04-070227-8

- 『艦隊これくしょん -艦これ- 艦これRPG 出撃ノ書』
  1. 2014年10月25日初版発行（10月18日発売）、ISBN 978-4-04-070374-9

- 『艦隊これくしょん ‐艦これ‐ 艦これRPG プレイヤーズブック 抜錨ノ書』
  1. 2015年3月25日初版発行（3月18日発売）、ISBN 978-4-04-070531-6

リプレイ
- 『艦隊これくしょん -艦これ- 艦これRPGリプレイ 願いは海を越えて』
著者 - 明時士栄、冒険企画局 / カバーイラスト - 代官山ゑびす
  1. 2014年7月25日初版発行（7月19日発売）、ISBN 978-4-04-070240-7
  2. 2014年11月25日初版発行（11月20日発売）、ISBN 978-4-04-070239-1

- 『艦隊これくしょん‐艦これ‐艦これRPGぼっちリプレイ 空はあんなに青いのに』
著者 - 河嶋陶一朗、冒険企画局 / イラスト - 幸宮チノ
  1. 2015年1月25日初版発行（1月20日発売）、ISBN 978-4-04-070489-0

### アニメ
テレビシリーズ
1. 艦隊これくしょん -艦これ- (アニメ)（2015年1月 - 3月、制作：ディオメディア）
2. 「艦これ」いつかあの海で（2022年11月 - 2023年3月、制作：ENGI）

劇場版
- 劇場版 艦これ（2016年11月25日公開、制作：ディオメディア） - 第1シリーズの完結編。

### 音楽CD
艦隊これくしょん -艦これ- KanColle Original Sound Track 暁
2014年8月3日にパシフィコ横浜国立大ホールにて開催された公式イベント「第一回横浜観艦式予行」にて販売。イベント販売に先駆けてWEBでも事前受注販売が成された。同年9月以降は、一部店舗で通常販売されている。
ブラウザゲームで使用されたBGMのうち16曲を収録。
艦隊これくしょん -艦これ- KanColle Original Sound Track II 風
2015年8月9日に開催された公式イベント「第二回横浜観艦式」にて販売。イベント販売に先駆けてWEBでも事前受注販売が成された。
ブラウザゲームで使用されたBGMのうち18曲を収録。
艦隊これくしょん -艦これ- KanColle Original Sound Track III 雲
2016年3月29日発売。ブラウザゲームで使用されたBGMのうち24曲を収録。
艦隊これくしょん -艦これ- 艦娘想歌
「壱」と「弐」はサウンドトラック「暁」同様に2014年8月3日の「第一回横浜観艦式予行」にて販売、それに先駆けての事前受注販売も行われた。同年9月以降は、一部店舗で通常販売されている。「参」はサウンドトラック「雲」と同日の2016年3月29日に発売。「肆」は2017年2月14日に発売。「伍」は「涼月」盤と「秋刀魚祭り四人衆」盤の2種類があり、2018年4月21日の「第二次瑞雲祭り」にて先行販売され、同年5月31日より通常販売されている。「陸」は2019年12月29日に発売。
ブラウザゲームに艦娘の役で出演した声優によるボーカル曲を収録。基本的に役で歌っているが、「陸」以降の「1MYB mode」は艦これ公式ガールズバンド「C2機関 1MYB」が歌および演奏を行っており、艦娘としての歌ではない。
1. 【壱】KanColle Vocal Collection vol.1
  1. 暁の水平線に
歌 - 一航戦旗艦二代［赤城（藤田咲）、翔鶴（野水伊織）］
  2. 鎮守府の朝
歌 - 第六駆逐隊［暁、響、雷、電（洲崎綾）］

2. 【弐】KanColle Vocal Collection vol.2
  1. 華の二水戦
歌 - 川内型軽巡洋艦［神通、川内、那珂（佐倉綾音）］
  2. 提督との絆
歌 - 金剛型高速戦艦［金剛、比叡、榛名、霧島（東山奈央）］

3. 【参】加賀岬
  1. 加賀岬
歌 - 航空母艦［加賀（井口裕香）］
  2. 加賀岬改
歌 - 航空母艦［加賀（井口裕香）］

4. 【肆】艦娘音頭
  1. 艦娘音頭
歌 - 白露型駆逐艦［白露、時雨、村雨、夕立（タニベユミ）］
  2. 艦娘音頭改
歌 - 長良型軽巡洋艦［由良（タニベユミ）］

5. 【伍】月夜海
  1. 月夜海
歌 - 秋刀魚祭り四人衆［藤田咲、山田悠希、タニベユミ、内田秀］
  2. 月夜海「涼月」mode
歌 - 駆逐艦［涼月（藤田咲）］
  3. 月夜海「矢矧」mode
歌 - 軽巡洋艦［矢矧（山田悠希）］
  4. 月夜海「村雨」mode
歌 - 駆逐艦［村雨（タニベユミ）］
  5. 月夜海「Warspite」mode
歌 - 戦艦［Warspite（内田秀）］

6. 【陸】佐世保の時雨
  1. 佐世保の時雨
歌 - 白露型駆逐艦［時雨（タニベユミ）］
  2. 佐世保の時雨 1MYB mode
歌 - タニベユミ (1MYB)

アニメ関連のCDについては艦隊これくしょん -艦これ- (アニメ)#音楽CDを参照のこと。
このほか、2013年10月31日に、ブラウザゲームで使用された一部の曲とそのアレンジ曲を収録したCD『艦隊これくしょん 開戦これくしょんパック』がエンターブレインのオンラインショップ「エビテン」から限定発売されている。

### イベント
「艦これ」観艦式
2014年より毎年行われているファンイベント。多数の声優が登場する大規模なもので、歌や演劇などが披露される。これまでに4度開催された。
- 第一回横浜観艦式予行（2014年8月3日、パシフィコ横浜国立大ホール）
- 第二回「艦これ」観艦式（2015年8月9日、パシフィコ横浜国立大ホール）
- 第参回「艦これ」観艦式（2016年8月7日、パシフィコ横浜国立大ホール）
- 第肆回「艦これ」観艦式（2017年9月16日、東京国際展示場)

「艦これ」春の艦祭り
（2016年3月21日、ベルサール秋葉原）
艦これ三周年を祝うイベントで、『劇場版「艦これ」』の公開記念と連動で行われた。ステージイベントとして東京フィルハーモニー交響楽団によるコンサート『艦娘四重奏の午後 from 東京フィルハーモニー交響楽団』や、声優による演劇やトークショーが行われた。また、和太鼓集団である「艦娘太鼓隊」が初登場した。

#### コンサート
「艦これ」クラシックスタイルオーケストラ
2016年より行われている東京フィルハーモニー交響楽団や関西フィルハーモニー管弦楽団によるコンサート。
- 「艦これ」三周年記念「艦これ」クラシックスタイルオーケストラ with 東京フィルハーモニー交響楽団（2016年5月7日、東京オペラシティコンサートホール)
- 「艦これ」クラシックスタイルオーケストラ 西方艦隊 with 関西フィルハーモニー管弦楽団（2016年9月6日、ザ・シンフォニーホール)
- 「艦これ」公式クラシックスタイルオーケストラ Grand Fleet Tour 2017（2017年4月30日、東京オペラシティコンサートホール)

「艦これ」×三越コラボ記念 「艦これ」ピアノリサイタルとワインの夕べ KanColle Festival de Beaujolais Nouveau
（2016年11月17日、品川プリンスホテルクラブeX）
後述する三越コラボを記念して行われたピアノコンサート。
「艦これ」佐世保鎮守府巡り -「艦これ」とピアノコンサートと旧佐世保鎮守府凱旋記念館 -
（2018年3月17日、旧海軍佐世保鎮守府凱旋記念館（市民文化ホール））
後述する2018年の佐世保市とのコラボと連動したピアノコンサート。佐世保市コラボのオープニングイベントとして開催された。
「艦これ」公式 大人のための年末JAZZ 【JAZZとお酒と艦娘】スペシャルコンサート
（2018年12月28日、東京オペラシティコンサートホール）
後述するJAZZ祭りの前段として行われたジャズコンサート。また、艦娘の公式コスプレ部隊が「艦娘遊撃隊」と命名された。
「艦これ」新春鎮守府JAZZ祭り2019 in 日本武道館
（2019年1月4日、日本武道館）
ジャズコンサート。龍玄としや伊東たけし、無良崇人などが出演した。
【130th SASEBO 2019】佐世保鎮守府開庁・佐世保港開港130周年記念 「ちんじゅふ。」2019 in 佐世保鎮守府 Special Opening Live
（2019年9月13日 - 14日、アルカスSASEBO）
後述する2019年の佐世保市とのコラボと連動したJPOPコンサート。広瀬香美などが出演した。佐世保市コラボのオープニングイベントとして開催された。艦これ公式ガールズバンド「C2機関 1MYB」が初登場した
【130th SASEBO 2019】佐世保鎮守府開庁・佐世保港開港130周年記念 「ちんじゅふ。」2019 in 佐世保鎮守府 艦娘太鼓拡大Live in SASEBO
（2019年9月15日 - 16日、旧海軍佐世保鎮守府凱旋記念館（市民文化ホール））
後述する2019年の佐世保市とのコラボと連動した和太鼓コンサート。これまでのイベントで実施されていた艦娘太鼓の拡大版。
【130th KURE 2019】ちんじゅふ。艦娘 Special Live in 呉鎮守府
（2019年10月20日、呉信用金庫ホール（呉市文化ホール））
後述する2019年の呉市とのコラボと連動したJPOPコンサート。C2機関 1MYBや呉氏などが出演した。
C2機関 鎮守府新春New Year Special Live! 2020
（2020年1月3日、パシフィコ横浜国立大ホール）
JPOPコンサート。C2機関 1MYBや龍玄とし、高崎晃、無良崇人、呉氏などが出演した。
C2機関 鎮守府New Year Special Live! 2022
（2022年1月3日・4日、パシフィコ横浜 国立大ホール）

C2機関 鎮守府新春New Year SHIGURE Live! 2023
（2023年1月3日、横浜みなとみらい パシフィコ横浜 国立大ホール）

C2機関「艦これ」公式新春Live! 2024 Chinjufu New Year Live! 2024 in YOKOHAMA Minato Mirai
（2024年1月3日、横浜みなとみらい パシフィコ横浜 国立大ホール）

C2機関「艦これ」公式新春Live! 2025 Chinjufu New Year Live! 2025 in YOKOHAMA Minato Mirai
（2025年1月3日、横浜みなとみらい パシフィコ横浜 国立大ホール）

#### 演劇
「艦これ」鎮守府“氷”祭り in 幕張特設泊地 －氷上の観艦式－
（2018年7月14日 - 7月15日、幕張メッセイベントホール）
プロのフィギュアスケーターが提督・艦娘・深海棲艦を演じるアイスショー。伊藤みどりが「深海氷翔王女」、無良崇人が「提督」、澤山璃奈が「深海氷上棲姫」を演じた。
深海大サーカス「不思議の国の1YB3H」 -1YB3H’s Adventures in Wonderland-
（2019年8月3日 - 8月12日、舞浜アンフィシアター）
サーカスをベースとしたショー。京本政樹が「深海磨鎖鬼」（しんかいまさき）を演じたほか、「深海道化鬼」が初登場した。
C2機関「艦これ」舞台2025 【突入！礼号作戦1944】
（【前半公演】2025年2月22日 - 24日／【後半公演】2月25日 - 3月2日／【特別拡張公演】2025年2月28日・3月1日、すべて品川プリンスホテル CLUBeX）
舞台演劇作品。特別友情出演で『「艦これ」鎮守府“氷”祭り in 幕張特設泊地 －氷上の観艦式－』に「提督」として出演した無良崇人が同役で再出演。

#### フードイベント・出店
「艦これ」鎮守府秋刀魚祭り in 横浜泊地
（2016年10月23日、みなとみらい臨港パーク）
ゲーム中の鎮守府秋刀魚祭り2016と連動した、炭火焼の秋刀魚などがふるまわれたグルメ・フードフェス。声優により『艦娘音頭』が初披露された。
「艦これ」鎮守府第二次秋刀魚祭り
（2018年10月5日 - 12月9日、東京6店舗・北海道・名古屋・京都・広島）
ゲーム中の鎮守府秋刀魚祭り2018と連動した、実際の居酒屋とコラボした飲食店展開。神田神保町の旗艦店は11月4日まで、他9店舗は10月14日まで開催予定だったが延長され、最終的に旗艦店は12月9日まで実施された。東京は「魚串さくらさく」、北海道は「元祖北海魚串 がりや」、名古屋は「炉端焼き 燻銀」、京都は「旬菜鮮魚 ばんけっと」、広島は「魚屋直営居酒屋 出道」とそれぞれコラボした。
カレー機関
（2019年12月22日 - 、神田駅前）
C2機関が神田駅前に出店した飲食店。入店チケットは事前に購入する必要がある。店員として艦娘遊撃隊のほか、C2機関 1MYBのメンバーや、声優が参加することもある。キャラクターとしてカレー機関娘「れーかちゃん」が初登場した。
鎮守府鰻祭り＆金剛型86/一航戦NOAH発表会 in 富士スピードウェイ
（2020年11月1日、富士スピードウェイ）
炭火焼の国産鰻が振る舞われ、トヨタとのコラボ商品である「金剛型86」「一航戦NOAH」が披露される秋のお祭り。C2機関 1MYBや呉氏などが出演した。

#### 遊園地・テーマパーク
「艦これ」鎮守府瑞雲祭り in 富士急ハイランド泊地
（2017年6月17日 - 7月30日、富士急ハイランドとのコラボ）
通称「瑞雲ハイランド」。原寸大に再現された瑞雲の展示や、「艦これ」統合カレー祭り、各アトラクションとのコラボなどが行われた。
「艦これ」鎮守府第二次瑞雲祭り in よみうりランド泊地
（2018年4月21日 - 5月27日、よみうりランドとのコラボ）
通称「よみずいランド」。前回好評だった原寸大に再現された瑞雲の展示や、「艦これ」統合カレー祭りに加え、1/20スケール日向の展示、各アトラクションとのコラボが行われた。
「艦これ」鎮守府第三次“瑞雲”祭り in 横浜・八景島シーパラダイス特設泊地
（2019年4月20日 - 6月2日、横浜・八景島シーパラダイス・横浜シーサイドラインとのコラボ）
5月11日までの【前段作戦】（通称「ズイパラ!」）、5月12日からの【後段作戦】 春の"烈風"祭り（通称「レッパラ!」）を実施。原寸大に再現された瑞雲の展示や烈風改の展示、各アトラクションとのコラボが行われた。ズイパラ!では内田秀デザインによる「ボクカワウソ」が、レッパラ!では宮川若菜がデザインによる「キリン改二」がマスコットとして初登場した。また、声優により横浜・八景島シーパラダイスとMr.マリックのコラボ曲『シーパラ来てます音頭』のアレンジ曲である『ズイパラ来てます音頭』が初披露された。
「艦これ」鎮守府第三次“瑞雲”祭り in 横浜・八景島シーパラダイス特設泊地 開催記念 【拡張作戦】in 横須賀泊地
（2019年5月10日 - 6月9日、ヴェルニー公園・ソレイユの丘とのコラボ）
かつて横須賀鎮守府があった横須賀市との公式コラボレーションとして実施。前述するズイパラ!およびレッパラ!とのコラボであるスタンプラリーや、各アトラクションとのコラボが行われた。
キリンボクカワランド サンリオピューロランド×C2機関
（2020年2月15日 - 21日、サンリオピューロランドとのコラボ）
サンリオピューロランドとC2機関との公式コラボとして実施。各アトラクションとのコラボが行われた。22日まで行われる予定だったが、新型コロナウイルス感染症拡大防止のためサンリオピューロランドが臨時休館となったことにより、最終日は声優イベントとともに中止となった。

#### ラリーイベント
「艦これ」佐世保鎮守府巡り
（2018年3月17日 - 18日、佐世保市とのコラボ）
かつて佐世保鎮守府があった佐世保市と「艦これ」との公式コラボレーションとして実施。ラリーイベントが17日と18日に、佐世保バーガー各店とのコラボが17日から配布物がなくなるまでの間に行われた。また、17日に旧海軍佐世保鎮守府凱旋記念館でオープニングイベントとして前述するピアノコンサートの開催が行われた。なお、旧海軍佐世保鎮守府凱旋記念館は同人誌即売会「西海ノ暁」が開催された実績がある。
【130th SASEBO 2019】佐世保鎮守府開庁・佐世保港開港130周年記念 「ちんじゅふ。」2019 in 佐世保鎮守府
（2019年9月13日 - 16日、佐世保市とのコラボ）
佐世保鎮守府開庁・佐世保港開港130周年記念として佐世保市が展開している観光イベントとのコラボ。ラリーイベントが4日間、佐世保バーガー各店など飲食店とのコラボが14日から長期間にわたり行われた。また前述の通り、オープニングライブコンサートや艦娘太鼓が行われた。さらに、西肥バスや日本航空ともコラボし、専用のバスや航空座席、羽田空港へのパネル設置などが行われた。、また、2019年7月2日から登場したC2機関イベント告知用ツイッターアカウントのキャラクターであるC2機関娘「しーちゃん」が初登場した。
【130th KURE 2019】
（2019年10月20日、呉市とのコラボ）
かつて呉鎮守府があった呉市と「艦これ」との公式コラボレーションとして実施。ラリーイベント、飲食店とのコラボ、前述するライブコンサートなどが同日に行われた。また、前述の佐世保に引き続き、バス会社や日本航空とのコラボも再び行われた。

### 他作品・企業とのコラボレーション

#### 漫画・テレビアニメ・ゲーム
蒼き鋼のアルペジオ -アルス・ノヴァ-
2013年10月から12月まで放送されたテレビアニメ。エンディングロールに「協力」として「艦隊これくしょん -艦これ-」が記載されているほか、『艦これ』のイラストレーターの一部が『アルペジオ』のエンドカード（エンディング後に表示されるイラスト）製作に参加している（奇数回のみ）。ゲームに先行する形で第1話エンドカードにて艦娘「伊401」が公開されている。
2013年12月24日から2014年1月8日まで行なわれた『艦これ』ゲームイベント「迎撃！ 霧の艦隊」では、『アルペジオ』に登場する種族「霧」が敵として登場する。同作のヒロインである「イオナ（声 - 渕上舞）」など、期間限定で仲間（『艦これ』の艦娘と同じ扱い）になる「霧」もいる。味方となるのは、先に述べたイオナと「タカオ（声 - 沼倉愛美）」「ハルナ（声 - 山村響）」の3名で、このうちタカオとハルナは最初は敵として登場する。敵としてのみ登場するのは「キリシマ（声 - 内山夕実）」「マヤ（声 - MAKO）」「コンゴウ（声 - ゆかな）」と、軍艦型で複数現れる「ナガラ級」。このほか、戦闘には参加しないが「ヒュウガ」が味方のサポート要員として登場している。台詞はヒュウガにはついておらず、それ以外の艦の声優はアニメと同じである。
らき☆すた
『コンプティーク』で連載している漫画作品。単行本第10巻のゲーマーズ限定版に、『艦これ』とコラボした特製カバーが付属。同作の登場人物である泉こなたが島風のコスプレをし、柊かがみ・柊つかさ・高良みゆきの顔をした連装砲がカバーに描かれている。
また、上記の島風コスプレのこなたを含むらき☆すたのメインキャラクター4名がセガプライズにてフィギュア化されることが決定。加賀のコスプレをしたかがみ、羽黒改二（中破）のコスプレをしたつかさ、深雪のコスプレをしたみゆきが新たに書き下ろされ、フィギュア化された。
こちら葛飾区亀有公園前派出所
『週刊少年ジャンプ』で連載されていた漫画作品。同誌2014年2月3日号（No.8）の「両津提督の暴走の巻」では、主人公の両津勘吉が『艦これ』を仲間に説明するという形で艦娘が登場し、室内プールを貸し切って艦船のラジコンで対戦をするシーンでは相手の女性チームが艦娘のコスプレで登場した。単行本では第193巻に収録されている。
TYPE-MOON
ゲーム『Fate/stay night』などを発売しているゲームブランド。複数回コラボしている。
Fate/EXTRA
2014年4月1日にエイプリルフールイベントとして、ニコニコ生放送で『Fate/EXTRA』の登場人物である「赤セイバー」と「キャス狐」による『艦これ』の実況プレイ放送（赤セイバーらは架空の人物であり、この放送は「このキャラクターが生で実況している」という設定で作られた動画になっている）が行われた。
コハエースXP
『コンプティーク』で連載している漫画作品。コラボ企画前から作中では『艦これ』の名前が度々出ていたが、2014年10月号にて公式にコラボ企画が行われ、『コハエースXP』のキャラクターと『艦これ』のキャラクターが共演する漫画『58エース』が掲載された。それらの内容は、単行本『コハエースこれくしょん』に収録されている。誌上では、その後も時折登場している。

ヴァイスシュヴァルツ
ブシロードから発売されているトレーディングカードゲームで、2014年から『艦これ』のカードの販売を開始。
スペースインベーダー
タイトーの名作シューティングゲーム。艦娘をドット絵化し、プライズ展開を実施した。

#### 模型
ウォーターラインシリーズ
青島文化教材社から発売されている艦船模型で、2013年10月から『艦これ』とコラボレーションした艦船模型の販売を開始。また、ゲームに登場しない屈曲煙突時代の長門が特別に描き下ろされた。

#### コンビニエンスストア
ファミリーマート
2013年12月3日から12月30日まで実施。特に横須賀汐入店は店外・店内を艦娘で埋め尽くした。
ローソン
2016年2月16日から3月まで、阿賀野型4姉妹描き下ろし私服姿のクリアファイル、ローソンの制服を着用した鹿島のタペストリーをもらうことができた。
2016年8月30日から9月15日まで実施。ローソンの制服を着用した江風のミニタペストリーなどがもらうことができた。
好評だったため、2017年、2018年、2019年にも再び実施された。
このほか、アニメ版「艦これ」とのコラボも実施したことがある。
2025年、リリース12周年記念のコラボ企画が4月22日から実施。対象商品購入で公式クリアファイルが先着・数量限定でもらえる。また、エントリー期間中にPontaカード又はdポイントカードで対象商品を購入・スタンプをためて応募すると公式タペストリーが抽選で当たるキャンペーン。首都圏のローソン12店舗、全国のHMV9店舗合計21店舗では、オリジナルグッズの先行販売も実施。

#### 百貨店
三越
2016年11月23日から11月29日まで実施。ビジュアルとして、私服姿の北上と大井が描き下ろされた。さらに、Polaの三越modeが実装された。好評だったため、2017年3月と8月、2018年2月と6月、2019年、2020年にも再び実施された。

#### 衣類
コスパ
正規品のコスプレ衣装やアパレルグッズを販売している。艦娘のコスプレ衣装のほか、ゲーム内ではプレイヤーとして扱われる、提督をイメージしたコスチュームも販売する。
しまむら
「アベイル」ブランドで2017年3月10日に情報が解禁され、3月18日に第1弾の衣類が発売されたが、大多数の店舗で即日完売したため、数度の再発売が行われている。

#### 外食
グッドスマイルカンパニー・鉄人化計画
「グッ鉄カフェ」にて『艦これ』を扱う（2013年10月17日 - 2013年12月15日、2014年2月11日 - 3月30日）。
ufotable
アニメ『劇場版 空の境界』『Fate/stay night』などを制作しているアニメ制作会社。ufotableが運営している「ufotable Cafe TOKYO」と「ufotable Cafe TOKUSHIMA」、「ufotable DINING」にて、コラボカフェ＆ダイニングを実施した。期間は2014年1月28日から同年2月23日までの約1ヶ月間。店内にはufotableのスタッフ達による描き下ろしイラストが多数展示されており、キャラクターをイメージした料理やドリンク、ufotableオリジナル『艦これ』グッズが販売された。
グッドスマイルカンパニー・アニメイト
「甘味処 間宮」として期間限定の店舗を運営（2014年11月29日 - 2015年2月22日）。
秋葉原GiGO（セガのゲームセンター）・バンプレスト
一番カフェ「艦これ」秋葉原泊地として、期間限定でドリンクとグッズを販売（2015年10月30日 - 10月31日完売、12月11日 - 12月31日販売終了）
ゼンショー
すき家とのコラボレーションで、一部の店舗で500円ごとの飲食・持ち帰りで3Dカードがもらえるキャンペーンを実施。レシート情報を入力、抽選でポスターやどんぶりがもらえるキャンペーンを実施した。キャンペーン初日には3Dカードを求めようと、各地で大行列ができた。2016年9月28日から10月30日にかけてなか卯の一部の店舗でも実施した。
ナムコ・バンプレスト
横須賀市にて「甘味処 伊良湖」・「酒保 伊良湖」を運営（2016年7月28日 - ）11時から16時が「甘味処 伊良湖」、17時から23時が「酒保 伊良湖」としての展開となっている。期間限定ではなく常設店舗としての展開となる。2017年4月にメニュー開発などを行うため7月31日にいったん閉店した。
イートアンド
大阪王将とのコラボレーションで、2017年4月22日の読売新聞朝刊にて、本ゲームの4周年を記念し、赤城を起用した全面広告を展開。5月12日 - 2017年5月21日には限定店舗で対象メニューを注文した客に、前述の読売新聞広告面を配布するイベントが行われた。

#### その他

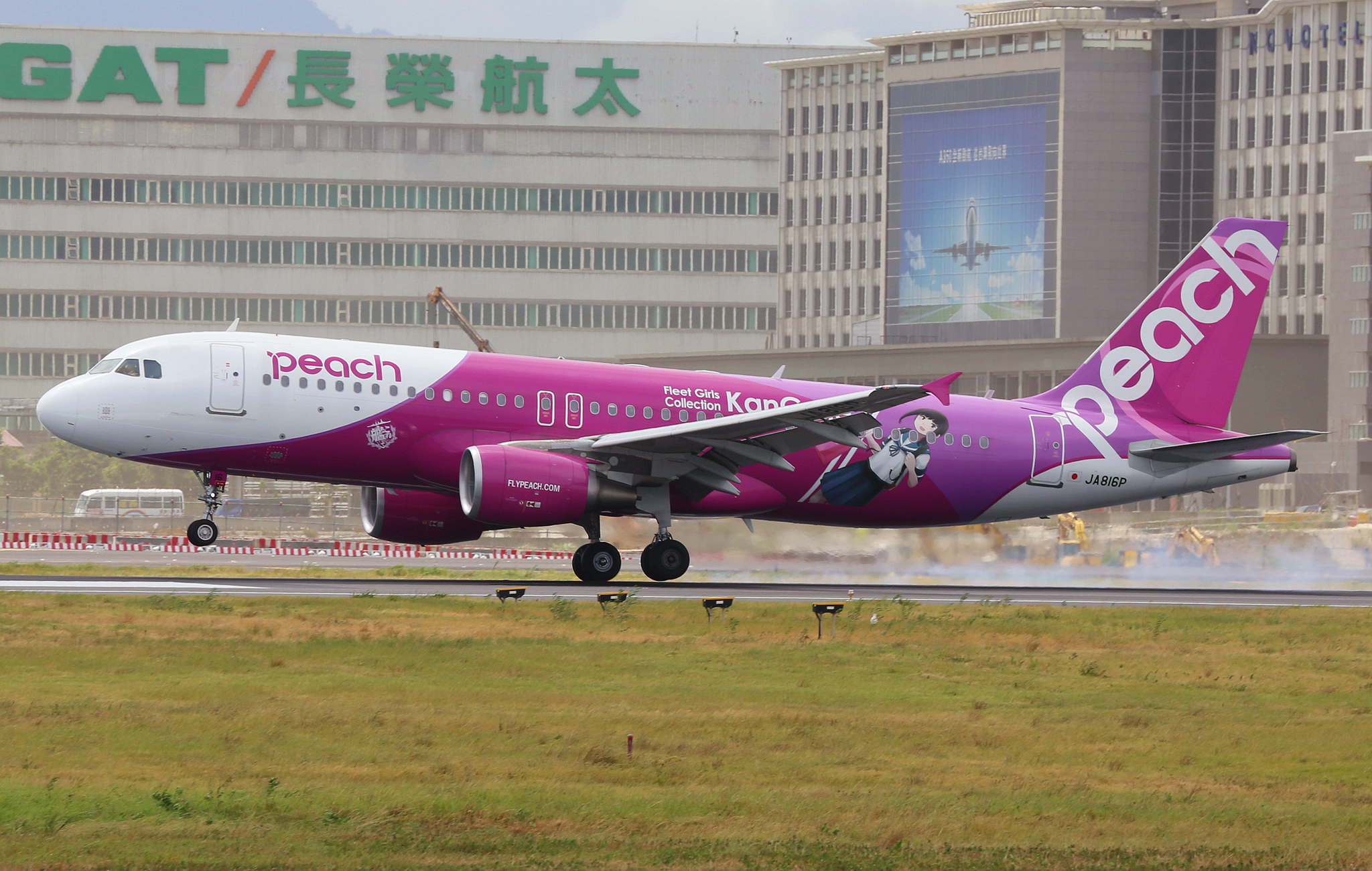
Peach Aviation 艦これジェット（JA816P）

Peach Aviation
2017年5月26日から飛龍、蒼龍、吹雪がラッピングされたエアバスA320が運航した。
渋谷の109MEN'Sともコラボし、艦これジェットに関連したグッズが発売。福岡、札幌、大阪でも展開した。
海上自衛隊
『護衛艦カレーナンバーワングランプリ』にて、「いせ」のアピールタイムの際、艦娘「伊勢」のパネルが掲示された。なお、このパネルには「C2プレパラート寄贈」と記載されており、「艦これ」運営からも公認を受けている。この他にも新規デザインのイラストを含む多数の艦娘を描いたパネルが海上自衛隊へ度々寄贈されており、各護衛艦の裁量において艦艇一般公開の際に展示している。
また前述の通り、2019年には横須賀市や呉市・佐世保市と海上自衛隊、ならびに艦これを運営するC2機関が大々的にコラボレーションし、旧日本海軍の鎮守府設立記念として大規模なイベントが行われた。海上自衛隊とは令和元年度自衛隊観艦式において、フリートウィークの10月5日から6日に行われた横須賀基地のイベントで自衛官姿の霧島のコスプレをした「艦娘遊撃隊」や、声優・内田秀が描いたオリジナルキャラクター「ボクカワウソ」の登場、新規オリジナルグッズの販売などのコラボレーションを行った。
東山奈央 1st LIVE “Rainbow”
2018年2月3日に日本武道館で行われた東山奈央のライブに、運営も協力しコニシが描いた、金剛に扮した東山奈央の描き下ろしイラストが発表された。
内田秀
本作が声優デビュー作品となった内田秀とのコラボレーションにより、彼女が描いたカワウソ型のキャラクター「ボクカワウソ」がグッズ化されている。また、下記「洋菓子のヒロタ」の項でも述べられているが、名前の「しゅう」とシュークリームの「シュー」をかけて、内田秀をイメージさせる「Uchida」イメージのシュークリームが発売された。
洋菓子のヒロタ
2019年4月、由良/日進/Got/Uchida イメージのオリジナルフレーバーのシューアイス4種類を発売（数量限定）。

## 騒動・トラブル

### Twitter凍結騒動
2018年2月22日、公式アカウントの一つ（＠KanColle_STAFF）が突如として凍結された。第三者が偽名でTwitterに虚偽通報を繰り返し行い、デジタルミレニアム著作権法（DMCA）に基づきTwitter社が規制を行ったことが原因。

同日21:00頃に規制は解除されたが、規制発動によりフォロー・フォロワーが全て初期化され0となる被害があった。